# Liste der Biografien/Sor
Liste der Biografien |
Portal Biografien |
Personensuche
# |
A |
B |
C |
D |
E |
F |
G |
H |
I |
J |
K |
L |
M |
N |
O |
P |
Q |
R |
S |
T |
U |
V |
W |
X |
Y |
Z |
?
 
Sa |
Sb |
Sc |
Sd |
Se |
Sf |
Sg |
Sh |
Si |
Sj |
Sk |
Sl |
Sm |
Sn |
So |
Sp |
Sq |
Sr |
Ss |
St |
Su |
Sv |
Sw |
Sy |
Sz
 
Soa |
Sob |
Soc |
Sod |
Soe |
Sof |
Sog |
Soh |
Soi |
Soj |
Sok |
Sol |
Som |
Son |
Soo |
Sop |
Sor |
Sos |
Sot |
Sou |
Sov |
Sow |
Sox |
Soy |
Soz
Die Liste der Biografien führt alle Personen auf, die in der deutschsprachigen Wikipedia einen Artikel haben. Dieses ist eine Teilliste mit 541 Einträgen von Personen, deren Namen mit den Buchstaben „Sor“ beginnt.

## Sor
- Sor, Fernando († 1839), spanischer Gitarrist und Komponist
- Șor, Ilan (* 1987), moldauisch-israelischer Unternehmer, Politiker und BetrügerIlan Șor (* 1987)

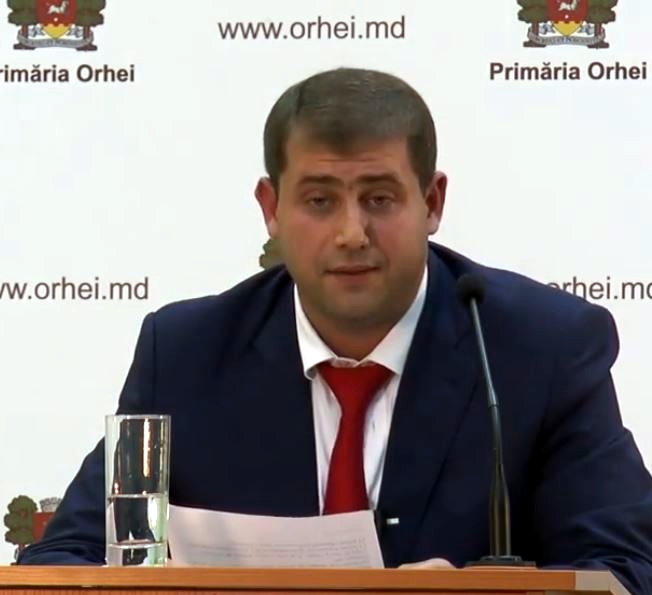
Ilan Șor (* 1987)

- Sor, Yira (* 2000), nigerianischer Fußballspieler

### Sora
- Sorabji, Cornelia (1866–1954), britische Anwältin, Sozialreformerin und Autorin
- Sorabji, Kaikhosru Shapurji (1892–1988), britischer Komponist, Pianist und Musikkritiker parsischer Herkunft
- Sorabji, Richard (* 1934), britischer Philosoph
- Sorahan, Tom (* 1950), britischer Epidemiologe, Arbeits- und Umweltmediziner
- Soraia, Charlene, britische Folksängerin
- Soral, Agnès (* 1960), französische Schauspielerin
- Soral, Alain (* 1958), schweizerisch-französischer rechtsextremer Essayist und Schauspieler
- Soral, Bensu (* 1991), türkische Schauspielerin
- Soral, Hande (* 1987), türkische Schauspielerin
- Soramies, Samuel (* 1998), deutsch-finnischer Eishockeyspieler
- Soranos von Ephesos, antiker Arzt
- Soranzo, Giovanni († 1328), Doge von Venedig
- Soranzo, Giovanni (1408–1468), venezianischer Bankier
- Soranzo, Vittore (1500–1558), Bischof von Bergamo
- Sorasak Kaewinta (* 1985), thailändischer Fußballspieler
- Sorauer, Paul (1839–1916), deutscher Botaniker und Phytomediziner
- Sorauf, Frank J. (1928–2013), US-amerikanischer Politikwissenschaftler und Hochschullehrer
- Soravia, Oliver, italienischer Kameramann, Musiker und Filmregisseur
- Soravia, Stefan (* 1954), deutscher bildender Künstler
- Soravito De Franceschi, Lucio (1939–2019), italienischer Geistlicher, Pastoraltheologe und römisch-katholischer Bischof von Adria-Rovigo
- Soravuo, Ernst Ossian (1904–1994), finnischer Diplomat
- Sorawit Panthong (* 1997), thailändischer Fußballspieler
- Sorawit Saetung (* 2003), thailändischer Fußballspieler
- Şoray, Türkân (* 1945), türkische SchauspielerinTürkân Şoray (* 1945)

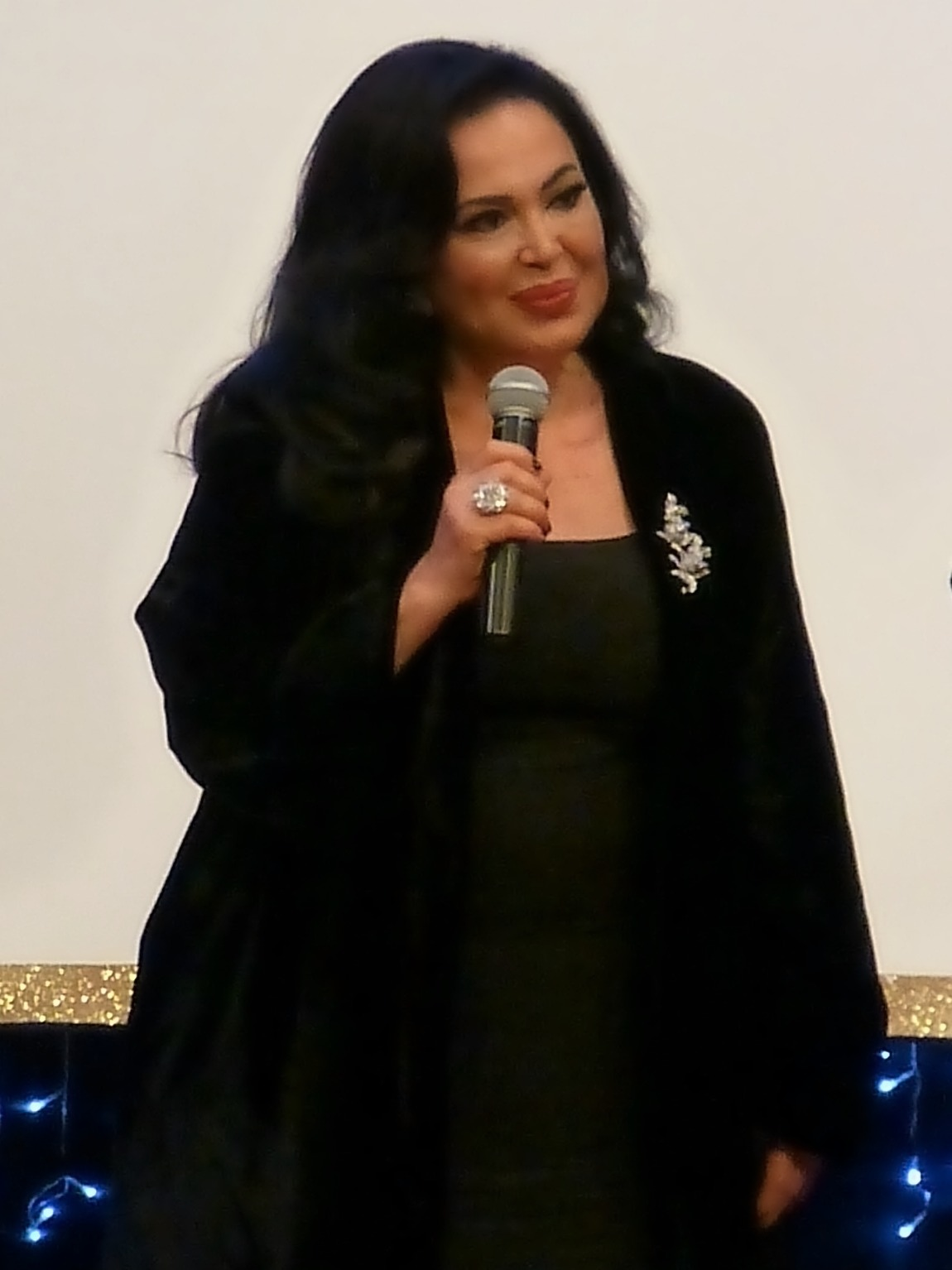
Türkân Şoray (* 1945)

- Soraya (1969–2006), kolumbianisch-US-amerikanische Songwriterin, Sängerin und Musikerin
- Soraya, Shirin (* 1976), deutsche Schauspielerin
- Sorayama, Hajime (* 1947), japanischer Illustrator

### Sorb
- Sorbait, Paul de (1624–1691), österreichischer Mediziner, Rektor der Universität Wien
- Șorban, Elena Maria (* 1960), rumänische Musikwissenschaftlerin
- Șorban, Guilelm (1876–1923), rumänischer Komponist und Pianist
- Sorbas, Elga (1945–2018), deutsche Schauspielerin
- Sorbelli, Albano (1875–1944), italienischer Historiker, Bibliograph und Bibliothekar
- Sorbello, Diana (* 1979), deutsche Schlagersängerin
- Sorben-Rottock, Alma (* 1865), deutsche Malerin
- Sorber, Johann Jakob (1714–1797), deutscher Rechtswissenschaftler und Hochschullehrer
- Sorber, Mike (* 1971), US-amerikanischer Fußballspieler und -trainer
- Sorber, Nicolaus Jonas († 1759), deutscher Stück- und Glockengießer
- Sorbière, Samuel de (1617–1670), französischer Gelehrter und Arzt
- Sorbo, Kevin (* 1958), US-amerikanischer Schauspieler und RegisseurKevin Sorbo (* 1958)

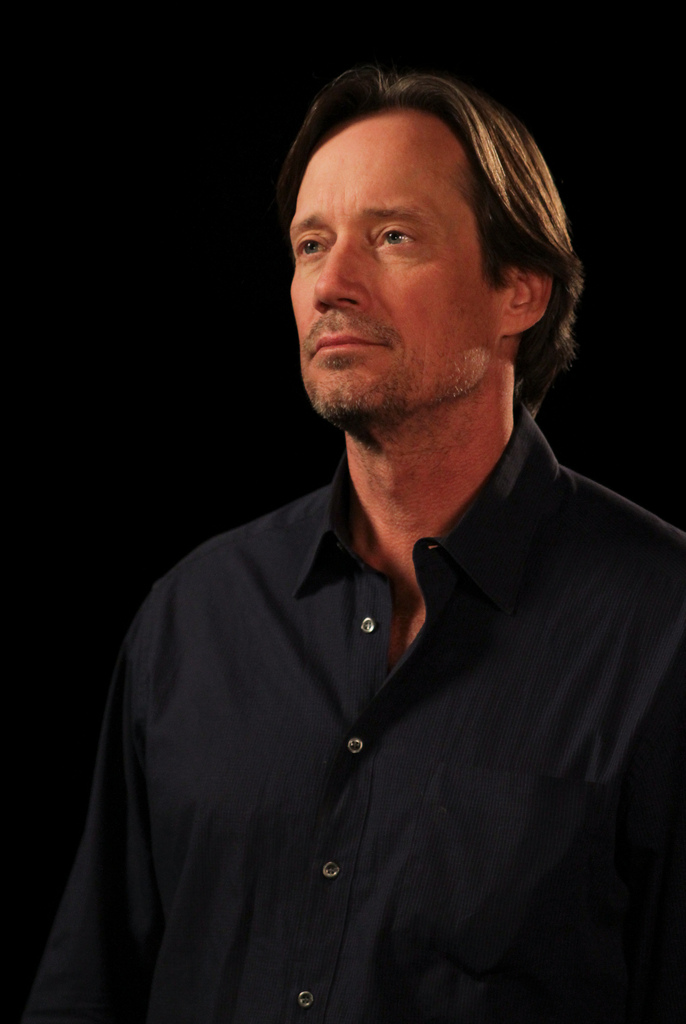
Kevin Sorbo (* 1958)

- Sørbø, Live (* 2000), norwegische Volleyballspielerin
- Sorbo, Sam (* 1964), US-amerikanische Schauspielerin und Hörfunkmoderatorin
- Sörbom, Ebba (1927–2001), jugoslawisch-schwedische Schriftstellerin
- Sorbom, Heinrich III. († 1401), deutscher Bischof
- Sorbon, Jérémy (* 1983), französischer Fußballspieler
- Sorby, Henry Clifton (1826–1908), englischer Naturforscher
- Sørby, Martin (* 1963), norwegischer Diplomat

### Sorc
- Sorčan, Grega (* 1996), slowenischer Fußballspieler
- Sorcar, Muhammad Ali (* 1960), bangladeschischer Diplomat
- Sorce Keller, Marcello (* 1947), schweizerisch-italienischer Musiker, Musikhistoriker, Musikethnologe
- Sorce, Nathalie (* 1979), belgische Sängerin

### Sord
- Sorda, Marinko (* 1996), bosnischer Fußballspieler
- Sordet, André (1852–1923), französischer General
- Sordet, Nicolas (* 1958), Schweizer Improvisationsmusiker (Piano, Synthesizer) und Komponist elektroakustischer Musik
- Sordi, Alberto (1920–2003), italienischer Filmschauspieler
- Sordi, Nílton De (1931–2013), brasilianischer Fußballspieler
- Sordo Bringas, Javier (* 1956), mexikanischer Architekt
- Sordo Madaleno, Juan (1916–1985), mexikanischer Architekt
- Sordo, Daniel (* 1983), spanischer Rallyefahrer
- Sordo, Narciso (1899–1945), italienischer katholischer Geistlicher, der Partisanen der Resistenza unterstützt hatte und deshalb ein Opfer des Nationalsozialismus wurde
- Sordo, Victoria (* 1985), deutsche Schauspielerin

### Sore
- Soré, Ester (1915–1996), chilenische Sängerin
- Söre, János (1935–2023), ungarischer Radrennfahrer
- Soreau, Daniel, deutscher Stilllebenmaler
- Soreau, Isaak, deutscher Stilllebenmaler
- Söregi-Wunderlich, Nelly (1932–2004), ungarische Geigerin
- Søreide, Ine Marie Eriksen (* 1976), norwegische Politikerin, Mitglied des Storting und Verteidigungsministerin
- Sorel, Agnès († 1450), französische Mätresse des Königs Karl VII. von FrankreichAgnès Sorel († 1450)

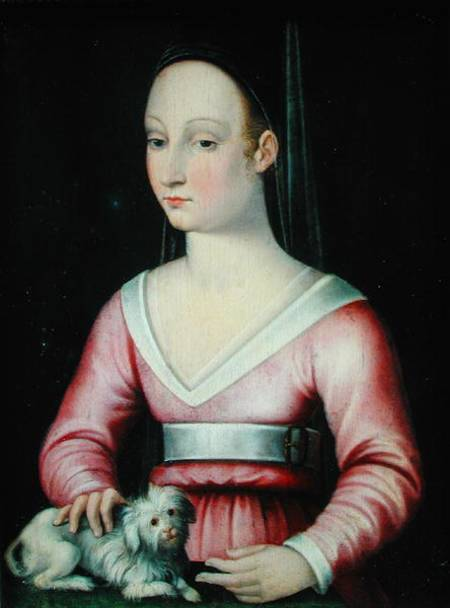
Agnès Sorel († 1450)

- Sorel, Albert (1842–1906), französischer Schriftsteller und Historiker
- Sorel, Charles († 1674), französischer Schriftsteller und Historiker
- Sorel, Georges (1847–1922), französischer Ingenieur und Sozialphilosoph
- Sorel, Grégoire (1739–1825), französischer Kartäuser
- Sorel, Guillaume (* 1966), französischer Comic-Autor
- Sorel, Gustaaf (1905–1981), flämischer Maler und Zeichner
- Sorel, Jean (* 1934), französischer Schauspieler
- Sorel, Louise (* 1940), US-amerikanische Schauspielerin
- Sorel, Sonia (1921–2004), US-amerikanische Schauspielerin
- Sorel, Stanislas (1803–1871), französischer Ingenieur und Erfinder
- Sorell, Alma (1883–1966), österreichische Schauspielerin
- Sorell, Christiane (1931–2015), österreichische Opernsängerin (Sopran)
- Sorell, Walter (1905–1997), österreichisch-US-amerikanischer Tanzkritiker, Essayist und Übersetzer
- Sorell, William (1775–1848), britischer Offizier und Vizegouverneur von Van-Diemens-Land (heute Tasmanien) in der Zeit (1817–1824)
- Soremekun, Kai, kanadisch-amerikanische Filmemacherin und Schauspielerin
- Soren, David (* 1973), kanadischer Filmregisseur, Drehbuchautor, Synchronsprecher und Storyboardzeichner bei Dreamworks Animation
- Soren, Hemant (* 1975), indischer Politiker
- Soren, Shibu (1944–2025), indischer PolitikerShibu Soren (1944–2025)

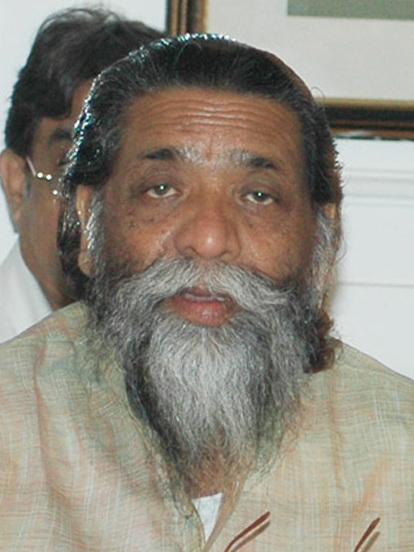
Shibu Soren (1944–2025)

- Soreng, Charles (1934–2019), indischer Ordensgeistlicher, römisch-katholischer Bischof von Hazaribag
- Sørensen, Aage B. (1941–2001), dänisch-amerikanischer Soziologe
- Sørensen, Aksel (1891–1955), dänischer Turner
- Sörensen, Annemarie (1913–1993), deutsche Schauspielerin
- Sørensen, Aqqaluk (* 1988), grönländischer Handballspieler
- Sørensen, Arne (* 1947), dänischer Schachmeister
- Sørensen, Asger (* 1996), dänischer Fußballspieler
- Sørensen, August (1896–1979), dänischer Sprinter
- Sørensen, Ayoub (* 1988), dänischer Fußballspieler
- Sørensen, Bent (* 1941), dänischer Physiker und Energiewirtschaftler
- Sørensen, Bent (1943–2022), dänischer Schachmeister
- Sørensen, Bent (* 1958), dänischer Komponist
- Sørensen, Bente (* 1943), dänische Badmintonspielerin
- Sørensen, Bjarne (* 1954), dänischer Radrennfahrer
- Sørensen, C.Th. (1893–1979), dänischer Landschaftsarchitekt
- Sørensen, Camilla (* 1985), dänische Badmintonspielerin
- Sørensen, Carl Frederik (1818–1879), dänischer Marinemaler
- Sørensen, Chris (* 1977), dänischer Fußballspieler
- Sørensen, Chris Anker (1984–2021), dänischer Radrennfahrer
- Sörensen, Christian (1818–1861), dänischer Schriftsetzer und Erfinder der Setz- und Ablegemaschine Tacheotyp
- Sørensen, Christina (* 1977), dänische Badmintonspielerin
- Sørensen, Claus (* 1951), dänischer EU-Beamter und Generaldirektor
- Sorensen, Daniel (* 1990), US-amerikanischer Footballspieler
- Sorensen, Danny (* 1947), US-amerikanischer Mathematiker
- Sørensen, Dennis (* 1981), dänischer Fußballspieler
- Sørensen, Eigil (* 1948), dänischer Radrennfahrer
- Sørensen, Elias (* 1999), dänischer Fußballspieler
- Sørensen, Elise (1903–1977), dänische Krankenschwester
- Sörensen, Emil (1900–1977), deutscher Maschinenbauer und Hochschullehrer
- Sorensen, Eric (* 1976), US-amerikanischer Politiker
- Sørensen, Flemming (1930–2016), dänischer Journalist und Spion des MfS
- Sørensen, Flemming (* 1951), dänischer Schauspieler
- Sørensen, Frederik (* 1992), dänischer Fußballspieler
- Sørensen, Frode (1912–1980), dänischer Radrennfahrer
- Sørensen, Frode (* 1946), dänischer sozialdemokratischer Politiker
- Sorensen, Gerry (* 1958), kanadische Skirennläuferin
- Sørensen, Hans Christian (1900–1984), dänischer Turner
- Sørensen, Hans Laurids (1901–1974), dänischer Turner
- Sørensen, Hans Olav (* 1942), norwegischer Skispringer
- Sørensen, Hans Peter (1886–1962), dänischer Politiker
- Sørensen, Harry (1892–1963), dänischer Turner
- Sørensen, Heidi (* 1970), norwegische Naturschützerin und Politikerin
- Sørensen, Helle (* 1963), dänische Radrennfahrerin
- Sörensen, Helmut (* 1936), deutscher Rheumatologe
- Sørensen, Henrik (1897–1976), dänischer Langstreckenläufer
- Sørensen, Inge (1924–2011), dänische SchwimmerinInge Sørensen (1924–2011)

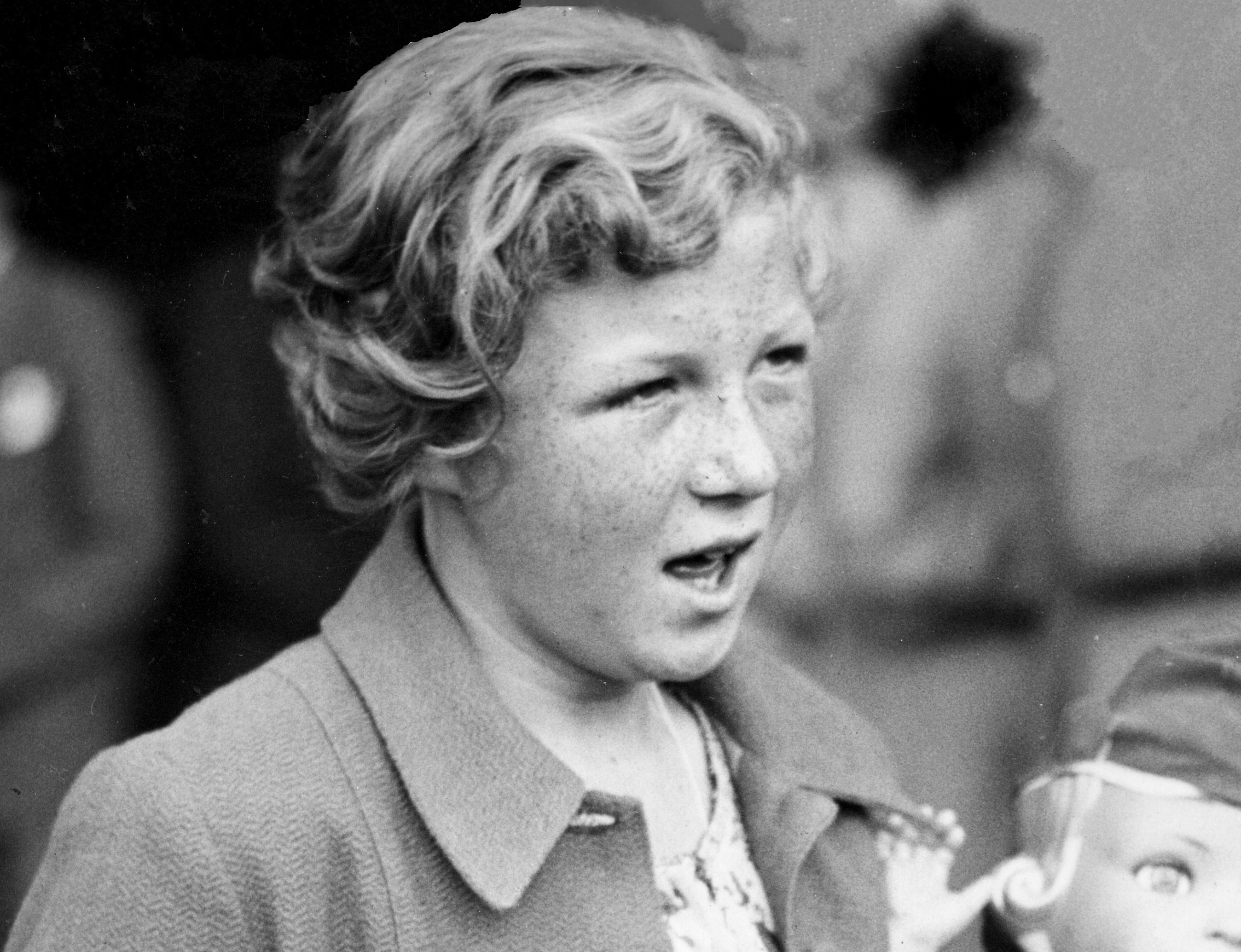
Inge Sørensen (1924–2011)

- Sörensen, Ingeborg (1923–2018), deutsche Autorin, Dolmetscherin, Übersetzerin und Lehrkraft für Italienisch
- Sørensen, Jan (1955–2024), dänischer Fußballspieler
- Sørensen, Jan (* 1960), dänischer Fußball- und Pokerspieler
- Sørensen, Jan Derek (* 1971), norwegischer Fußballspieler
- Sørensen, Jens (1941–2020), dänischer Radrennfahrer
- Sørensen, Jens Smærup (* 1946), dänischer Autor
- Sørensen, Jesper (* 1973), dänischer Fußballspieler und -trainer
- Sørensen, Jesper (* 1977), dänischer Basketballspieler und -trainer
- Sørensen, Jette Hejli (* 1961), dänische Ruderin
- Sørensen, Jimmi (* 1990), dänischer Straßenradrennfahrer
- Sørensen, Karina (* 1980), dänische Badmintonspielerin
- Sørensen, Knud (1934–2009), grönländischer Politiker (Atassut) und Handelsverwalter
- Sørensen, Lars (* 1959), grönländischer Politiker (Inuit Ataqatigiit)
- Sørensen, Lars (* 1968), dänischer Schwimmer
- Sørensen, Lars Rebien (* 1954), dänischer Manager, Vorstand Novo Nordisk A/SLars Rebien Sørensen (* 1954)

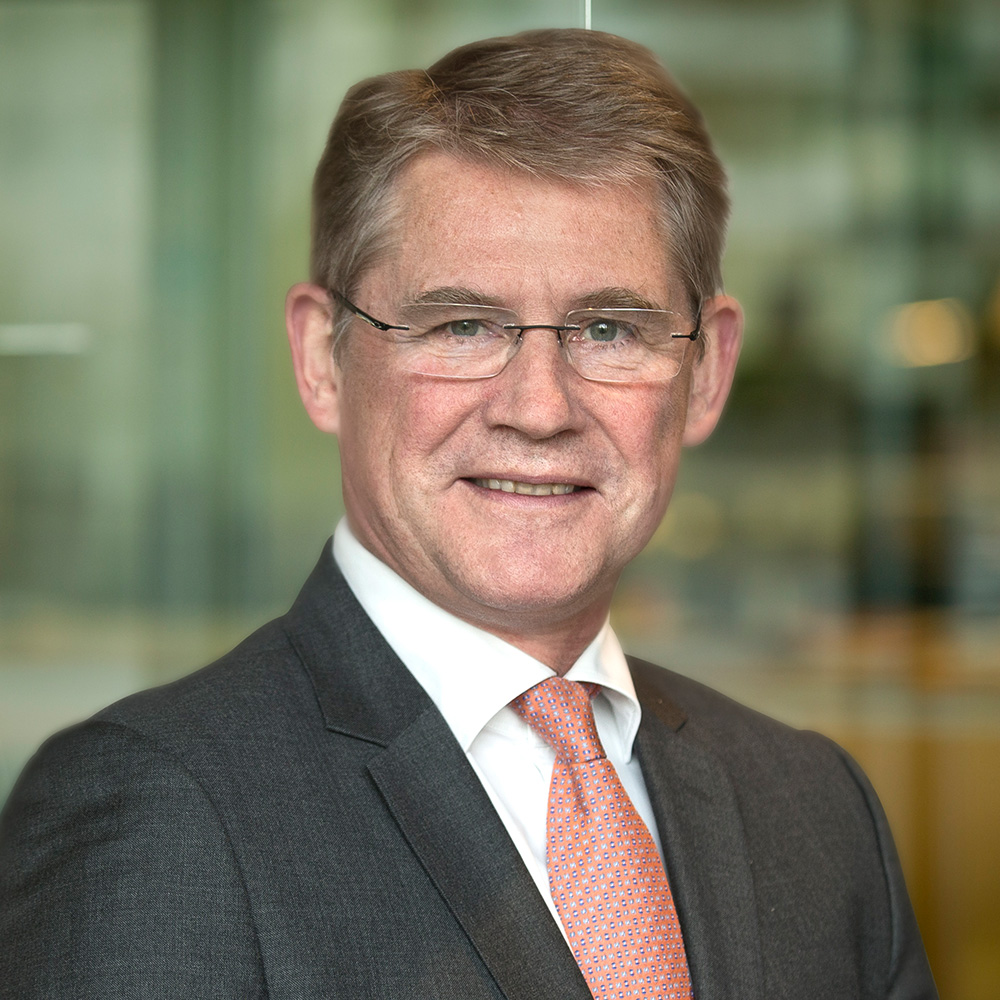
Lars Rebien Sørensen (* 1954)

- Sørensen, Lars Ulrich (* 1984), dänischer Radrennfahrer
- Sørensen, Linette (* 1972), dänische Fußballspielerin
- Sørensen, Lis (* 1955), dänische Sängerin, Songschreiberin und KomponistinLis Sørensen (* 1955)

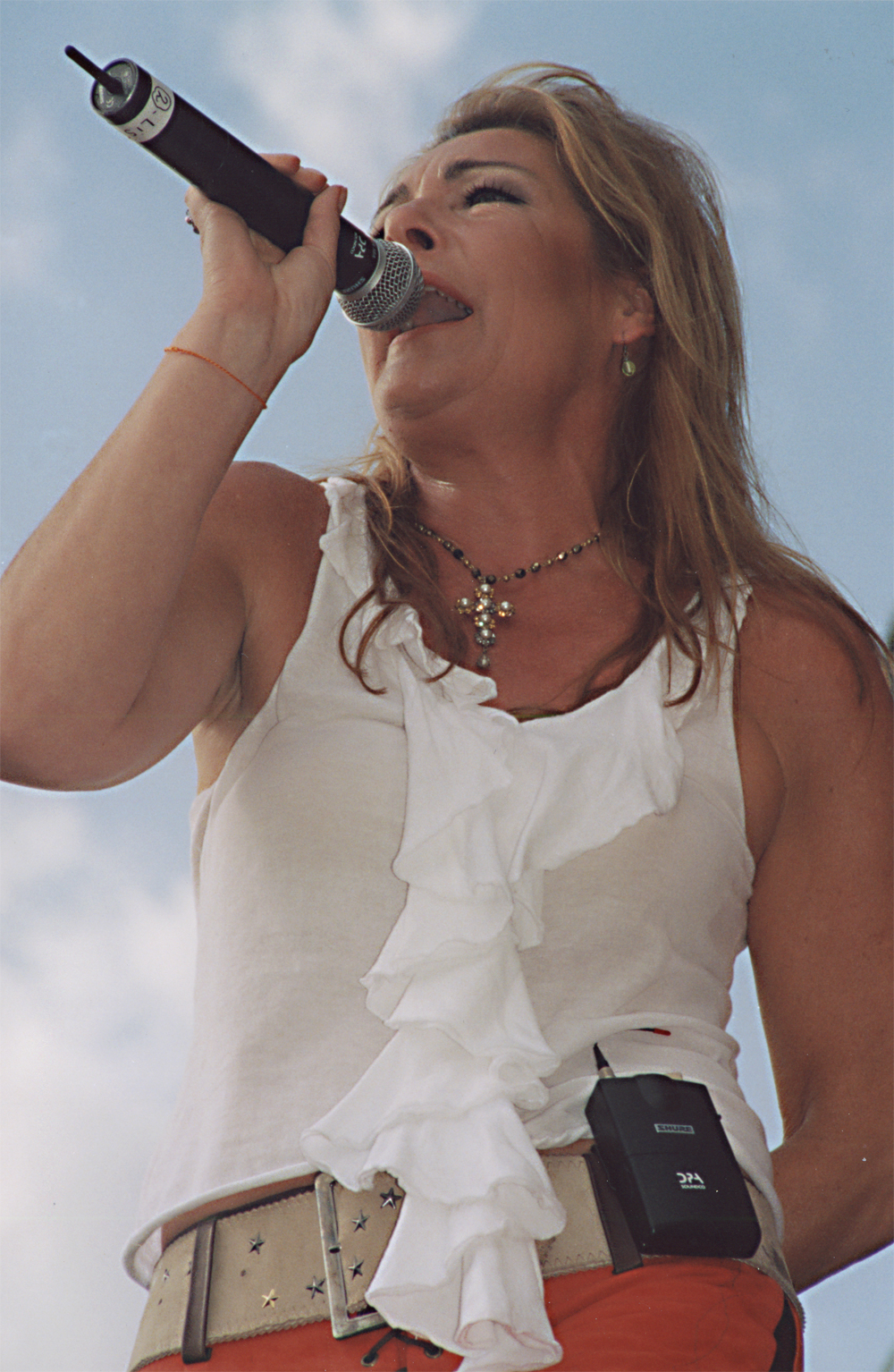
Lis Sørensen (* 1955)

- Sorensen, Louk (* 1985), irischer Tennisspieler
- Sørensen, Mads Bech (* 1999), dänischer Fußballspieler
- Sørensen, Marc Rochester (* 1992), dänisch-englischer Fußballspieler
- Sørensen, Marco (* 1990), dänischer Automobilrennfahrer
- Sörensen, Marcus (* 1992), schwedischer Eishockeyspieler
- Sørensen, Margrethe (* 1946), dänische Beamtin und Soziologin
- Sørensen, Marinus (1898–1965), dänischer Sprinter
- Sørensen, Max (1913–1981), dänischer Diplomat und Völkerrechtler
- Sørensen, Mette (* 1975), dänische Badmintonspielerin
- Sørensen, Morten W. (* 1979), dänischer Squashspieler
- Sorensen, Nick (* 1978), US-amerikanischer American-Football-Trainer
- Sörensen, Nick (* 1994), schwedisch-dänischer Eishockeyspieler
- Sørensen, Nicki (* 1975), dänischer Radrennfahrer
- Sørensen, Nicoline (* 1997), dänische Fußballspielerin
- Sørensen, Odd Børre (1939–2023), norwegischer Sänger
- Sørensen, Ole (1883–1958), norwegischer Segler
- Sørensen, Ole (1937–2015), dänischer Fußballspieler
- Sørensen, Oliver (* 2002), dänischer Fußballspieler
- Sørensen, Oskar (1898–1987), norwegischer Goldschmied, Industriedesigner und Hochschullehrer
- Sørensen, Øystein (* 1954), norwegischer Historiker
- Sorensen, Paul (1926–2008), US-amerikanischer Schauspieler
- Sørensen, Per Kjeld (* 1950), dänischer Tibetologe
- Sørensen, Pernille (* 1977), norwegische Komikerin, Schauspielerin und Drehbuchschreiberin
- Sørensen, Peter (* 1973), dänischer Fußballspieler und Fußballtrainer
- Sorensen, Philip C. (1933–2017), US-amerikanischer Politiker
- Sørensen, Poul (1906–1951), dänischer Radrennfahrer
- Sörensen, Randmod (1910–1985), norwegischer Skirennläufer, Skispringer und Fußballspieler
- Sørensen, Rasmus (* 1997), dänischer Jazzmusiker (Piano, Komposition)
- Sorensen, Rebecca (* 1972), US-amerikanische Skeletonpilotin
- Sorensen, Reginald, Baron Sorensen (1891–1971), britischer Politiker, Mitglied des House of Commons und unitarischer Geistlicher
- Sørensen, Reidar (* 1956), norwegischer Theater- und Filmschauspieler
- Sørensen, Rolf (* 1965), dänischer Radrennfahrer
- Sørensen, Signe Byrge (* 1970), dänische Regisseurin und Produzentin von Dokumentarfilmen
- Sørensen, Simone Boye (* 1992), dänische Fußballspielerin
- Sørensen, Søren (1868–1939), dänischer Biochemiker
- Sørensen, Søren (1897–1965), dänischer Turner
- Sørensen, Søren (1920–2001), dänischer Cembalist, Organist, Musikwissenschaftler und Hochschullehrer
- Sorensen, Ted (1928–2010), US-amerikanischer Autor und Jurist, Berater von John F. KennedyTed Sorensen (1928–2010)

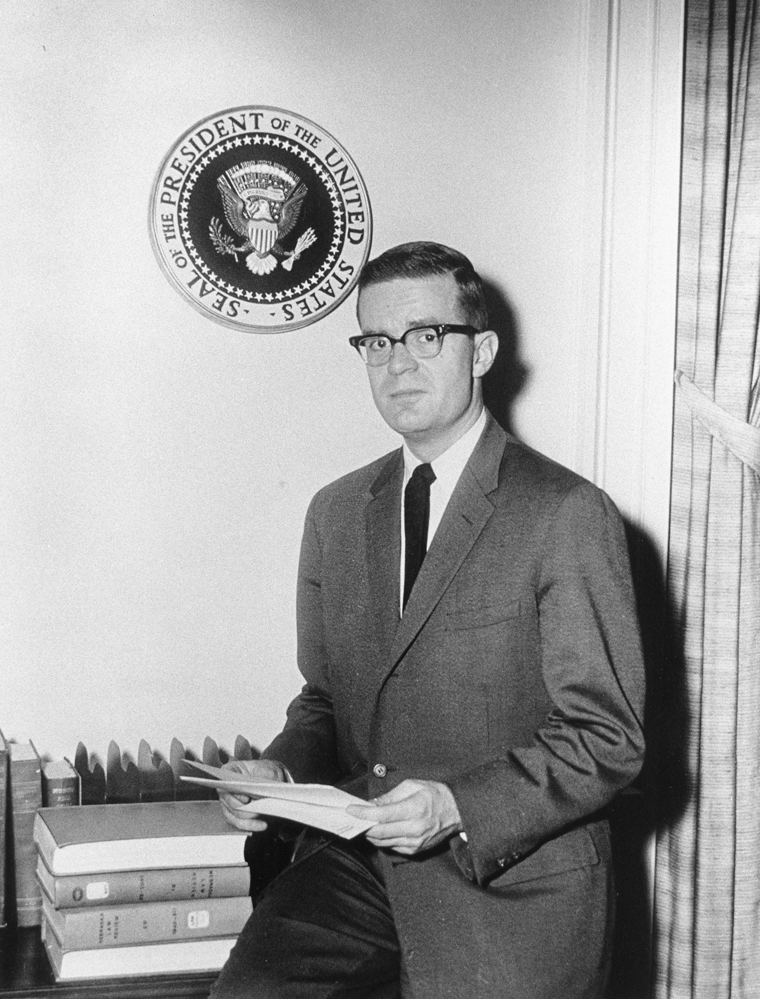
Ted Sorensen (1928–2010)

- Sørensen, Thomas (* 1976), dänischer Fußballspieler
- Sørensen, Tommy (* 1979), dänischer Badmintonspieler
- Sörensen, Uwe (1920–2006), deutscher Marineoffizier, Admiral Marinerüstung
- Sørensen, Valdemar (* 1886), grönländischer Landesrat
- Sørensen, Villi (1923–1970), färöischer Politiker (Javnaðarflokkurin)
- Sørensen, Villy (1929–2001), dänischer Prosaschriftsteller, Philosoph, Übersetzer, Publizist und Literaturkritiker
- Sörensen-Popitz, Irmgard (1896–1993), deutsche Designerin und Künstlerin
- Sorenson, Ann (* 1967), US-amerikanische Sommerbiathletin
- Sorenson, Anton (* 2003), haitianisch-US-amerikanischer Fußballspieler
- Sorenson, Arne (1958–2021), US-amerikanischer Hotelmanager
- Sorenson, James (1921–2008), US-amerikanischer Unternehmer
- Sörenson, John (1889–1976), schwedischer Turner
- Sörensson, Sebastian, schwedischer Pokerspieler
- Sörenstam, Annika (* 1970), schwedische GolfsportlerinAnnika Sörenstam (* 1970)

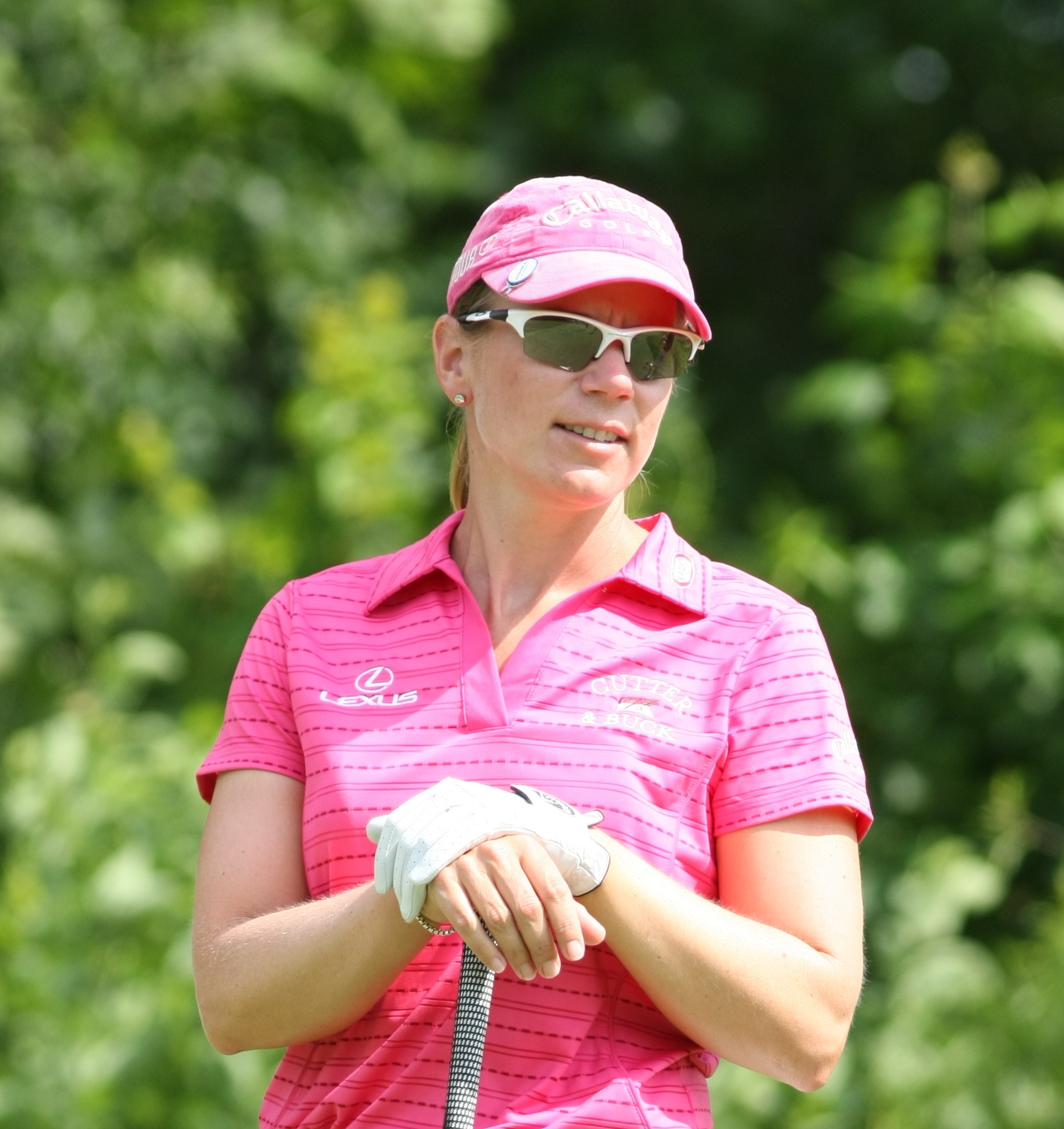
Annika Sörenstam (* 1970)

- Sores, Jacques de, hugenottischer Freibeuter
- Sőrés, Zsolt (* 1969), ungarischer Improvisationsmusiker, Verleger, Klang-, Performance- und Konzeptkünstler
- Sorescu, Alina (* 1986), rumänische Sängerin
- Sorescu, Deian (* 1997), rumänischer Fußballspieler
- Sorescu, Marin (1936–1996), rumänischer Schriftsteller
- Soresina, Alberto (1911–2007), italienischer Komponist und Musikpädagoge
- Soret, Charles (1854–1904), Schweizer Mineraloge und Physiker
- Soret, Frédéric (1795–1865), Schweizer Privatgelehrter und Numismatiker, Tagsatzungsgesandter
- Soret, Jacques-Louis (1827–1890), Schweizer Chemiker und Physiker
- Soreth, Johannes (1394–1471), Priester und Generalprior des Ordens der Karmeliter
- Soreth, Marion (1926–2021), deutsche Philosophin
- Sorey, Tyshawn (* 1980), US-amerikanischer Jazzmusiker (Schlagzeug, Piano, Komposition) und Musikpädagoge

### Sorg
- Sorg, Bernhard (* 1948), deutscher Germanist
- Sorg, Eugen (* 1949), Schweizer Journalist und Buchautor
- Sorg, Manfred (1938–2024), deutscher evangelischer Theologe und Präses der Evangelischen Kirche von Westfalen
- Sorg, Marcus (* 1965), deutscher Fußballspieler und -trainerMarcus Sorg (* 1965)

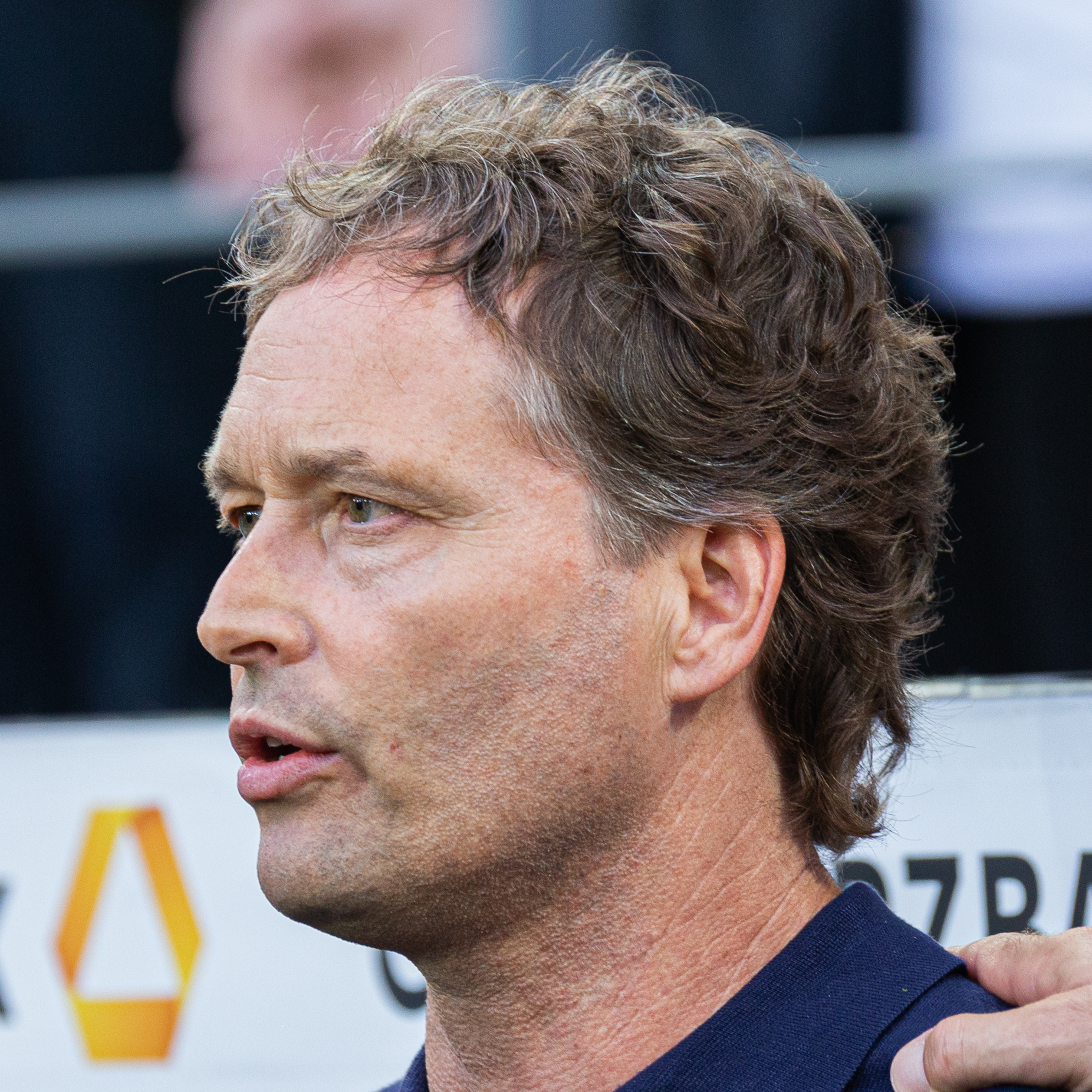
Marcus Sorg (* 1965)

- Sorg, Oliver (* 1990), deutscher Fußballspieler
- Sorg, Oliver (* 2007), österreichischer Fußballspieler
- Sorg, Paul J. (1840–1902), US-amerikanischer Politiker
- Sorg, Sibylle Katharina (* 1965), deutsche Diplomatin
- Sorg, Simon (1719–1792), bayerischer Bildhauer des Rokoko und Frühklassizismus
- Sorg, Theo (1929–2017), deutscher evangelischer Theologe, Pfarrer und Landesbischof
- Sorg, Vincent (* 1974), deutscher MusikproduzentVincent Sorg (* 1974)

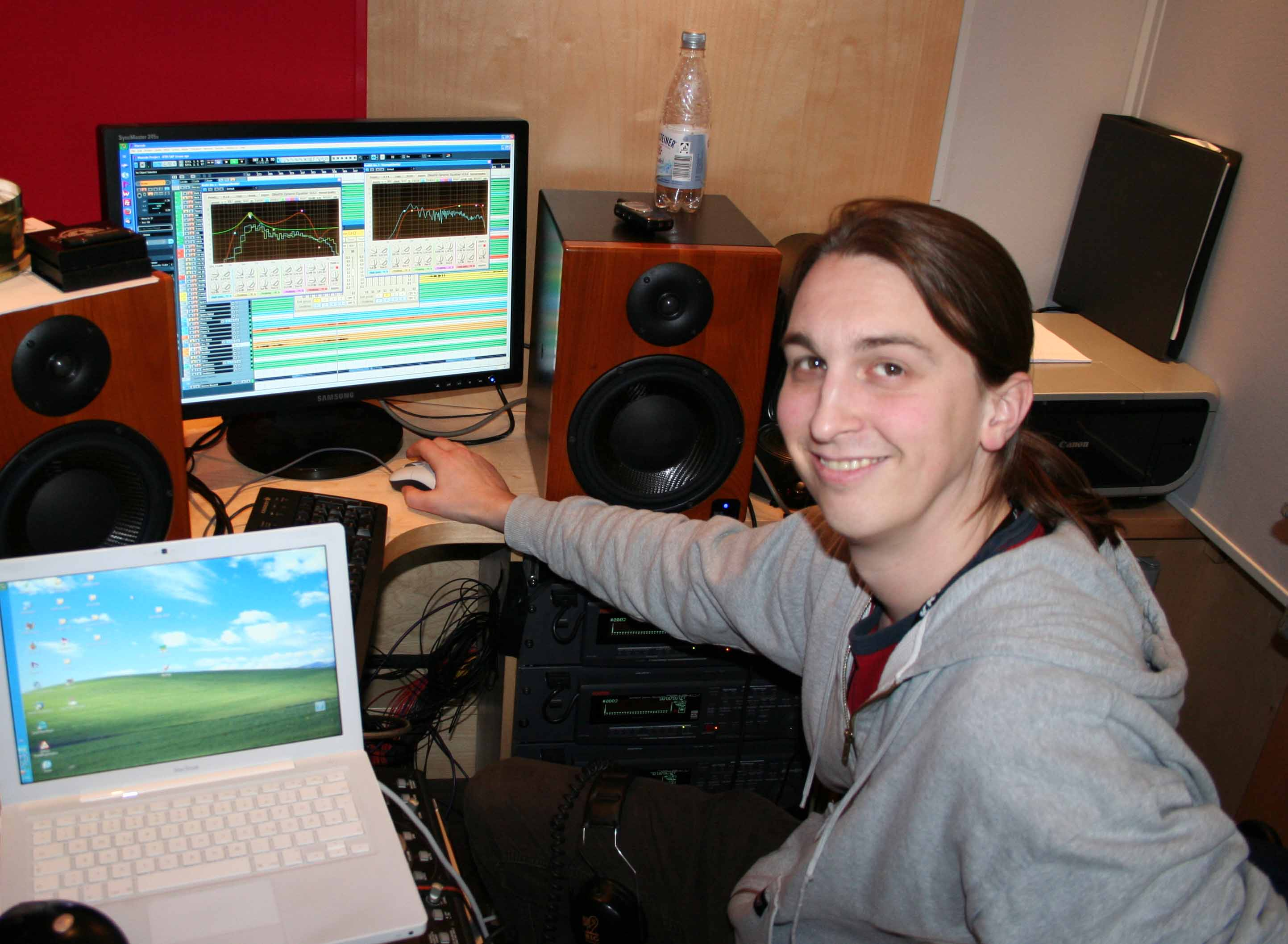
Vincent Sorg (* 1974)

- Sorg-Rose, Margarete (* 1960), deutsche Komponistin, Dirigentin, Musikhistorikerin und Autorin
- Sorga, Erik (* 1999), estnischer Fußballspieler
- Sørgård, Krister (* 1970), norwegischer Skilangläufer
- Sorgdrager, Winnie (* 1948), niederländische Politikerin (D66, VVD)
- Sorge, Alexander (* 1993), deutscher Fußballspieler
- Sorge, Arndt (* 1945), deutscher Soziologe
- Sorge, Christoph (* 1980), deutscher Rechtsinformatiker, Hochschullehrer
- Sorge, Eberhard (1892–1918), deutscher Turner
- Sorge, Elga (* 1940), deutsche feministische Theologin
- Sorge, Emil (* 1957), deutscher Maler
- Sorge, Erich Robert (1933–2002), deutscher Kirchenmusiker und Komponist
- Sorge, Ernst (1899–1946), deutscher Glaziologe, Polarforscher und Geowissenschaftler
- Sorge, Frank (* 1947), deutscher Fußballspieler
- Sorge, Friedrich (1885–1945), deutscher Jurist und Politiker
- Sorge, Friedrich Adolf (1828–1906), deutsch-amerikanischer Arbeiterführer und Musiklehrer
- Sorge, Georg (1868–1954), deutscher Radrennfahrer
- Sorge, Georg (1936–2024), deutscher Physiker und Hochschullehrer
- Sorge, Georg Andreas (1703–1778), deutscher Komponist und Musiktheoretiker
- Sorge, Giuliana (1903–1987), italienische Pädagogin
- Sorge, Gustav (1911–1978), deutscher SS-Hauptscharführer und Kriegsverbrecher
- Sorge, Gustav Wilhelm Richard (1852–1907), deutscher Technologe
- Sorge, Heiki (* 1974), estnischer Badmintonspieler
- Sorge, Herbert (1901–1980), deutscher Marineoffizier und Kampfkommandant von Cuxhaven
- Sorge, Karin, deutsche Handballspielerin
- Sorge, Kurt (1855–1928), deutscher Industrieller und Politiker (DVP), MdR
- Sorge, Peter (1937–2000), deutscher Maler, Zeichner und Graphiker des Neuen Realismus
- Sorge, Reinhard (1892–1916), deutscher Schriftsteller
- Sorge, Richard (1895–1944), deutscher Journalist und Spion für die Sowjetunion in JapanRichard Sorge (1895–1944)

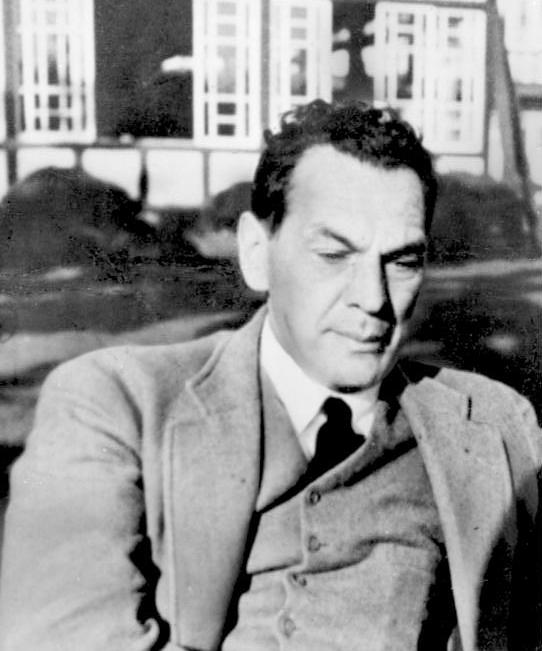
Richard Sorge (1895–1944)

- Sorge, Sarah (* 1969), deutsche Politikerin (Bündnis 90/Die Grünen)
- Sorge, Siegfried (1898–1989), deutscher Marineoffizier, Konteradmiral im Zweiten Weltkrieg
- Sorge, Siegfried (1917–1995), deutscher Politiker (SPD, FWG)
- Sorge, Tino (* 1975), deutscher Politiker (CDU), MdB
- Sorge, Wieland (* 1939), deutscher Politiker (SPD), MdV, MdB
- Sorge, Wilfried (* 1943), deutscher Manager
- Sorge, Wolfgang (1891–1941), deutscher Privatgelehrter, Schriftsteller und Journalist
- Sorge, Wolfgang (* 1948), deutscher Eishockeyfunktionär
- Sorgeç, Nihat (* 1958), deutscher Manager und Verbandsfunktionär
- Sörgel von Sorgenthal, Conrad (1735–1805), österreichischer Beamter und Manufakturendirektor
- Sörgel, Angelina (* 1948), deutsche Wirtschaftswissenschaftlerin
- Sörgel, Fritz (* 1950), deutscher Pharmazeut und Pharmakologe
- Sörgel, Georg (1911–1961), deutscher Mykologe und Pflanzenzüchter
- Sörgel, Gerhard (* 1935), deutscher Maschinenbauingenieur und emeritierter Professor
- Sörgel, Herman (1885–1952), deutscher ArchitektHerman Sörgel (1885–1952)

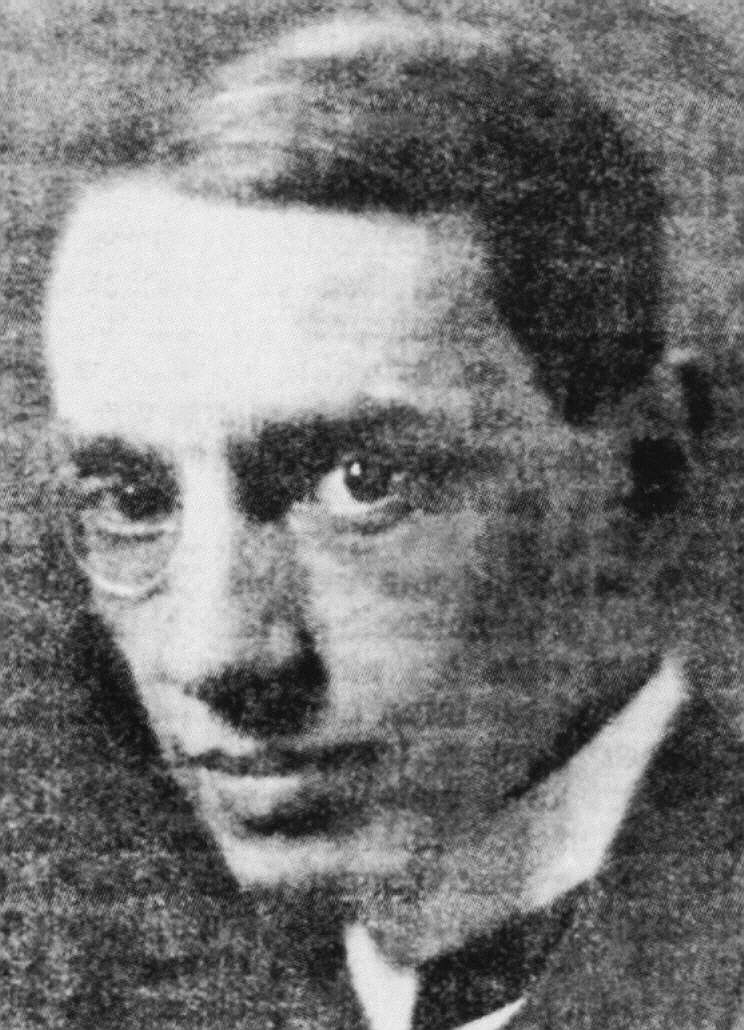
Herman Sörgel (1885–1952)

- Sörgel, Julia (* 1994), österreichische Radsportlerin
- Sörgel, Peter (* 1942), deutscher Politiker (SPD), MdBB
- Sörgel, Roman (1966–2023), deutscher Musiker, Sänger, Schauspieler und ComedianRoman Sörgel (1966–2023)

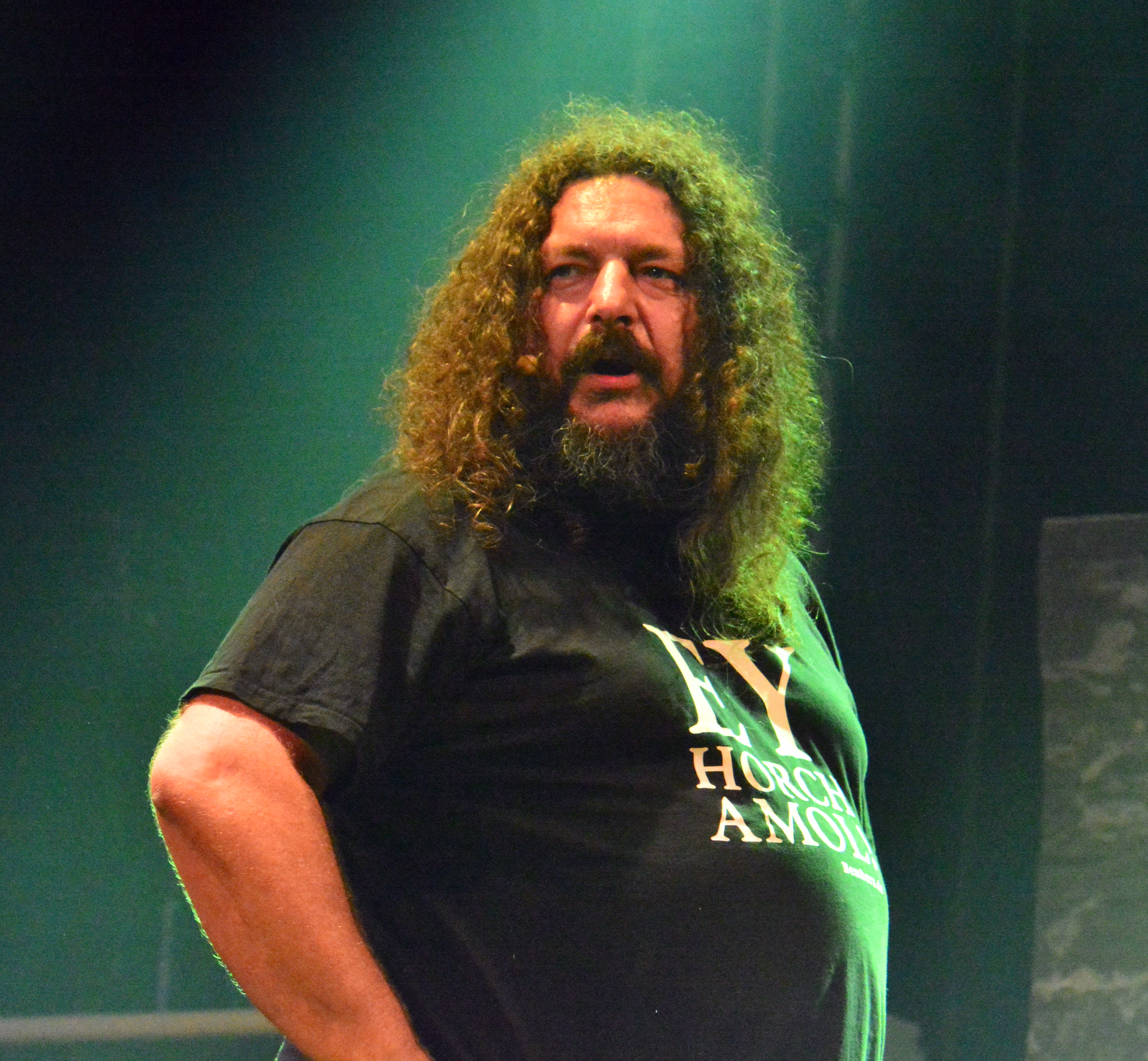
Roman Sörgel (1966–2023)

- Sörgel, Wolfgang (1931–2010), deutscher Schauspieler
- Sorgeloos, Edgard (1930–2016), belgischer Radrennfahrer
- Sorgen, Harvey (* 1957), US-amerikanischer Rock- und Jazzmusiker
- Sorgenfrei, Jonas (* 1993), deutscher Jazzmusiker (Schlagzeug, Komposition)
- Sorgenfrei, Theodor (1915–1972), dänischer Geologe und Hochschullehrer
- Sorgenfrey, Robert Henry (1915–1996), US-amerikanischer Mathematiker
- Sorgenicht, Klaus (1923–1999), deutscher Politiker (SED), MdV, Leiter der Abteilung Staats- und Rechtsfragen des ZK der SED
- Sorger, Arno (1878–1957), deutscher Bauingenieur
- Sorger, Constantin (1829–1877), deutscher Kommunalbeamter und Landespolitiker, Oberbürgermeister von Gera
- Sorger, Ernst (1892–1945), österreichischer Psychiater
- Sorger, Gregor (1906–1950), deutscher Benediktiner und Missionsmönch
- Sorger, Karlheinz (1930–2019), deutscher römisch-katholischer Theologe
- Sorger, Maren-Magdalena (1950–2023), deutsche Malerin und KunsttherapeutinMaren-Magdalena Sorger (1950–2023)

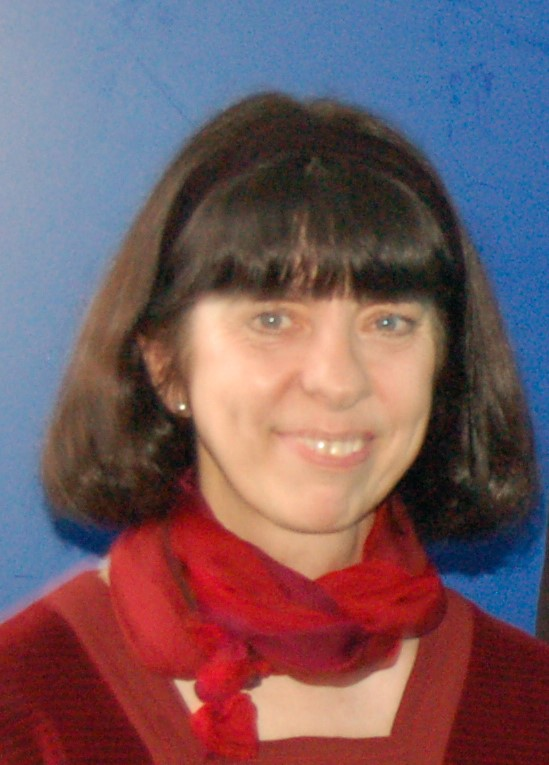
Maren-Magdalena Sorger (1950–2023)

- Sorger, Peter (1938–2022), deutscher Mathematikdidaktiker
- Sorger, Sebastian (* 1974), deutscher Filmregisseur
- Sorger, Veit (* 1942), österreichischer Industrieller
- Sorger, Volker (* 1979), deutsch-amerikanischer Wissenschaftler
- Sorgers-Rau, Jana (* 1967), deutsche Ruderin, Olympiasiegerin und Weltmeisterin
- Sorgh, Hendrik Martensz., niederländischer Maler
- Sorgho, Mathias (* 1987), burkinischer Radsportler
- Sorgić, Dejan (* 1989), serbischer Fußballspieler
- Sorgner, Stefan Lorenz (* 1973), metahumanistischer Philosoph
- Sorgo, Josef (1869–1950), österreichischer Internist und Pulmologe

### Sorh
- Sorhaindo, Cédric (* 1984), französischer Handballspieler
- Sorhaindo, Crispin (1931–2010), dominicanischer Politiker

### Sori
- Sori-Coulibaly, Rosine (* 1958), burkinische Politikerin und Diplomatin
- Soria Alemany, Antonio (* 1967), spanischer Komponist, Kammermusiker und Musikpädagoge
- Soria Gutiérrez, Paula (* 1993), spanische Beachvolleyballspielerin
- Soria Quiroga, Jorge (* 1936), chilenischer Senator
- Soria y Mata, Arturo (1844–1920), spanischer Stadtplaner
- Soria, Alberto (1906–1980), peruanischer Fußballspieler
- Soria, Carlos (1949–2012), argentinischer Politiker
- Soria, Corinna (* 1962), österreichische Schriftstellerin
- Soria, David (* 1993), spanischer Fußballtorhüter
- Soria, Diego (* 1993), uruguayischer Fußballspieler
- Soria, Diego de (1558–1613), Prior in Manila und Bischof auf den Philippinen
- Soria, Francesc (* 1972), andorranischer Fußballspieler
- Soria, Hugo (* 1990), uruguayischer Fußballspieler
- Soria, José Manuel (* 1958), spanischer Politiker der Partido Popular (PP)
- Soria, Joseph Julian (* 1986), US-amerikanischer Schauspieler
- Soria, Marco (* 1953), bolivianischer Radrennfahrer
- Soria, Mireille (* 1970), US-amerikanische Filmproduzentin
- Soria, Piero (* 1944), italienischer Journalist und Schriftsteller
- Soria, Ruben (* 1935), uruguayischer Fußballspieler
- Soria, Sebastián (* 1983), uruguayisch-katarischer Fußballspieler
- Soria, Sixto (* 1954), kubanischer Boxer
- Sorian-Rosdom, Stepan (1867–1919), armenischer Revolutionär
- Soriano Fisher, Elisa (1891–1964), spanische Hochschullehrerin, Augenärztin und Suffragette
- Soriano Oropesa, Juan (* 1997), spanischer Fußballspieler
- Soriano, Bruno (* 1984), spanischer Fußballspieler
- Soriano, Camille (* 1995), französische Fußballschiedsrichterassistentin
- Soriano, Denise (1916–2006), französische Geigerin
- Soriano, Edward (* 1946), US-amerikanischer Offizier, Generalleutnant der US-Army
- Soriano, Elia (* 1989), deutsch-italienischer Fußballspieler
- Soriano, Fernando (* 1979), spanischer Fußballspieler
- Soriano, Francesco († 1621), italienischer Komponist der Spätrenaissance
- Soriano, Jonatan (* 1985), spanischer FußballspielerJonatan Soriano (* 1985)

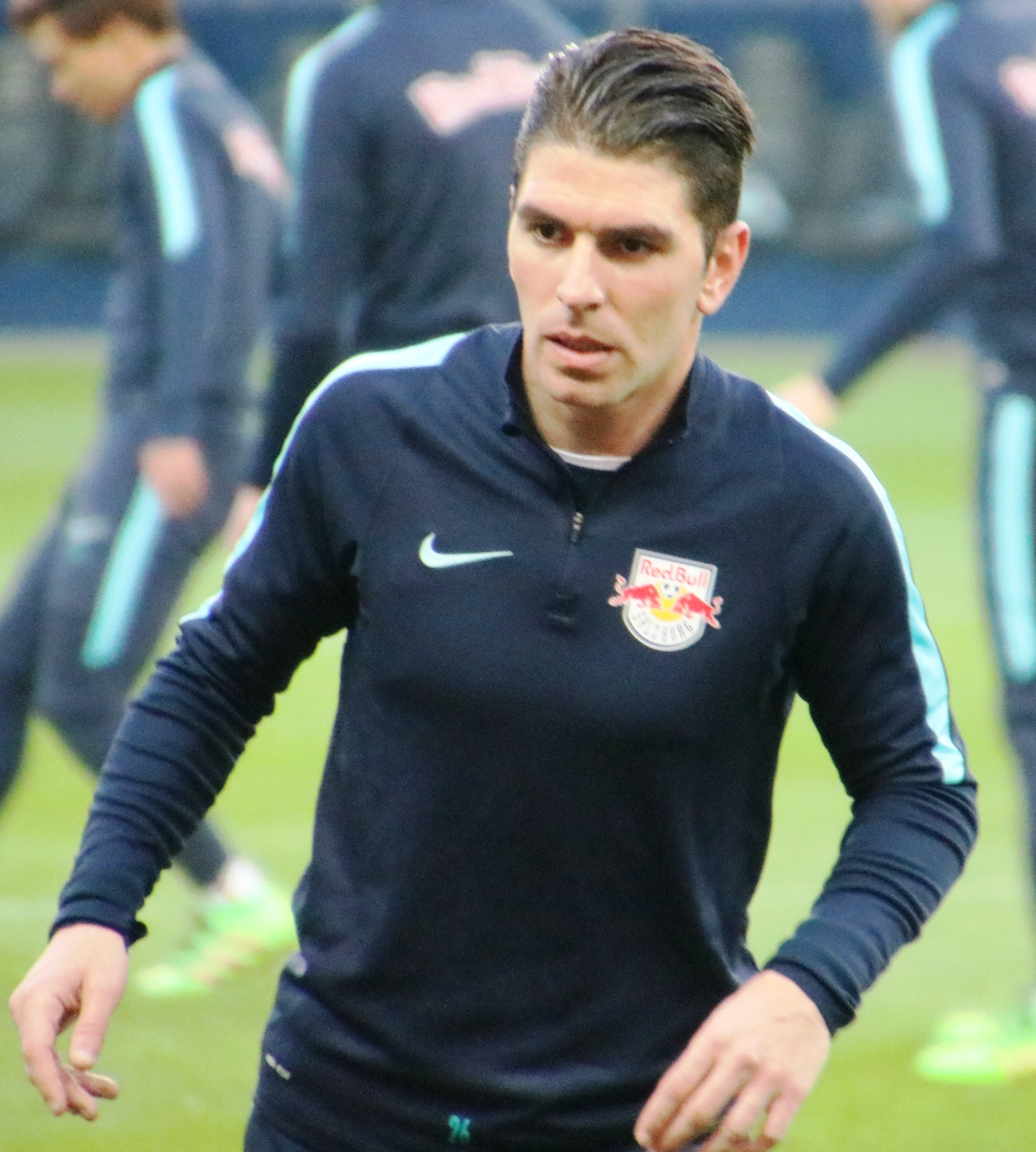
Jonatan Soriano (* 1985)

- Soriano, Juan (1920–2006), mexikanischer Maler, Zeichner und Bildhauer
- Soriano, Nestor (1953–2021), philippinischer Regattasegler
- Soriano, Osvaldo (1943–1997), argentinischer Schriftsteller und Journalist
- Soriano, Raphael (1904–1988), US-amerikanischer Architekt
- Soriano, Roberto (* 1991), deutsch-italienischer Fußballspieler
- Soriat, Bettina (* 1967), österreichische Sängerin, Tänzerin, Comedian und ChoreographBettina Soriat (* 1967)

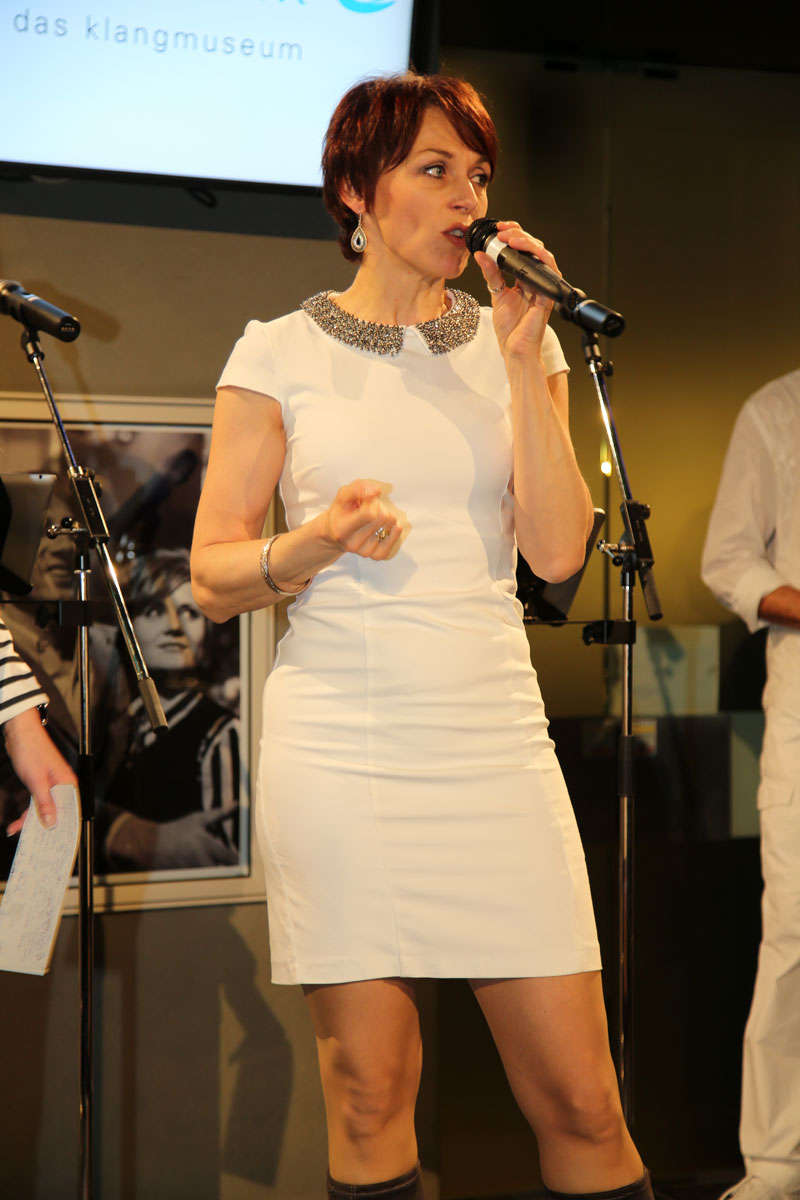
Bettina Soriat (* 1967)

- Soric, Isabella (* 1988), deutsche Schauspielerin, Moderatorin und Sängerin
- Soric, Miodrag (* 1960), deutscher Hörfunkjournalist
- Soricelli, Orazio (* 1952), italienischer römisch-katholischer Geistlicher, Erzbischof von Amalfi-Cava de’ Tirreni
- Sorich, Bruno (1904–1942), italienischer Ruderer
- Soriga, Flavio (* 1975), italienischer Schriftsteller und Journalist
- Sorimachi, Kazuki (* 1987), japanischer Fußballspieler
- Sorimachi, Takashi (* 1973), japanischer Fernsehschauspieler und Sänger
- Sorimachi, Yasuharu (* 1964), japanischer Fußballspieler und -trainer
- Sorin, André (1903–1959), französischer Ordensgeistlicher, römisch-katholischer Bischof
- Sorín, Ariel (* 1967), argentinischer Schachspieler
- Sorin, Arthur (* 1985), französischer Fußballspieler
- Sorin, Daniil Alexejewitsch (* 2004), russischer Fußballspieler
- Sorin, Jegor Wladimirowitsch (* 1985), russischer Skilangläufer
- Sorín, Juan Pablo (* 1976), argentinischer Fußballspieler
- Sorin, Juri (* 1947), sowjetischer Hürdenläufer und Sprinter
- Sorin, Olivier (* 1981), französischer Fußballtorhüter
- Sorin, Pawel Michailowitsch (* 1995), russischer Ruderer
- Sorin, Sarah Herring (1861–1914), US-amerikanische Lehrerin, Schulleiterin und Juristin
- Sorin, Walerian Alexandrowitsch (1902–1986), sowjetischer Diplomat
- Sorin, Wladimir Gordejewitsch (1893–1944), sowjetischer Politiker und Historiker
- Sorina, Alexandra (1899–1973), russische Schauspielerin
- Sorina, Tatjana Andrejewna (* 1994), russische Skilangläuferin
- Söring, Eduard (1903–1987), deutscher Wirtschaftsmanager
- Söring, Georg (* 1970), deutscher Filmeditor
- Söring, Jens (* 1966), deutscher Staatsbürger, wegen Doppelmordes in Virginia (USA) inhaftiert gewesen
- Söring, Wolfgang (* 1943), deutscher Pianist und Komponist
- Sorinola, Matthew (* 2001), englisch-nigerianischer Fußballspieler
- Soriot, Pascal (* 1959), französisch-australischer Pharmamanager

### Sorj
- Sorjan, Stepan (1889–1967), armenischer Schriftsteller
- Sorjaturong, Saman (* 1969), thailändischer Boxer im Halbfliegengewicht
- Sorjonen, Jukka (* 1954), finnischer Radrennfahrer

### Sork
- Sorkale, Walter (1890–1945), deutscher Fußballspieler
- Sorkhatani Beki († 1252), Tochter des Keraitenfürsten Jakha Gambu Khan und die Nichte des damaligen Königs, Toghril Khan
- Sorkin, Aaron (* 1961), US-amerikanischer Drehbuchautor und ProduzentAaron Sorkin (* 1961)

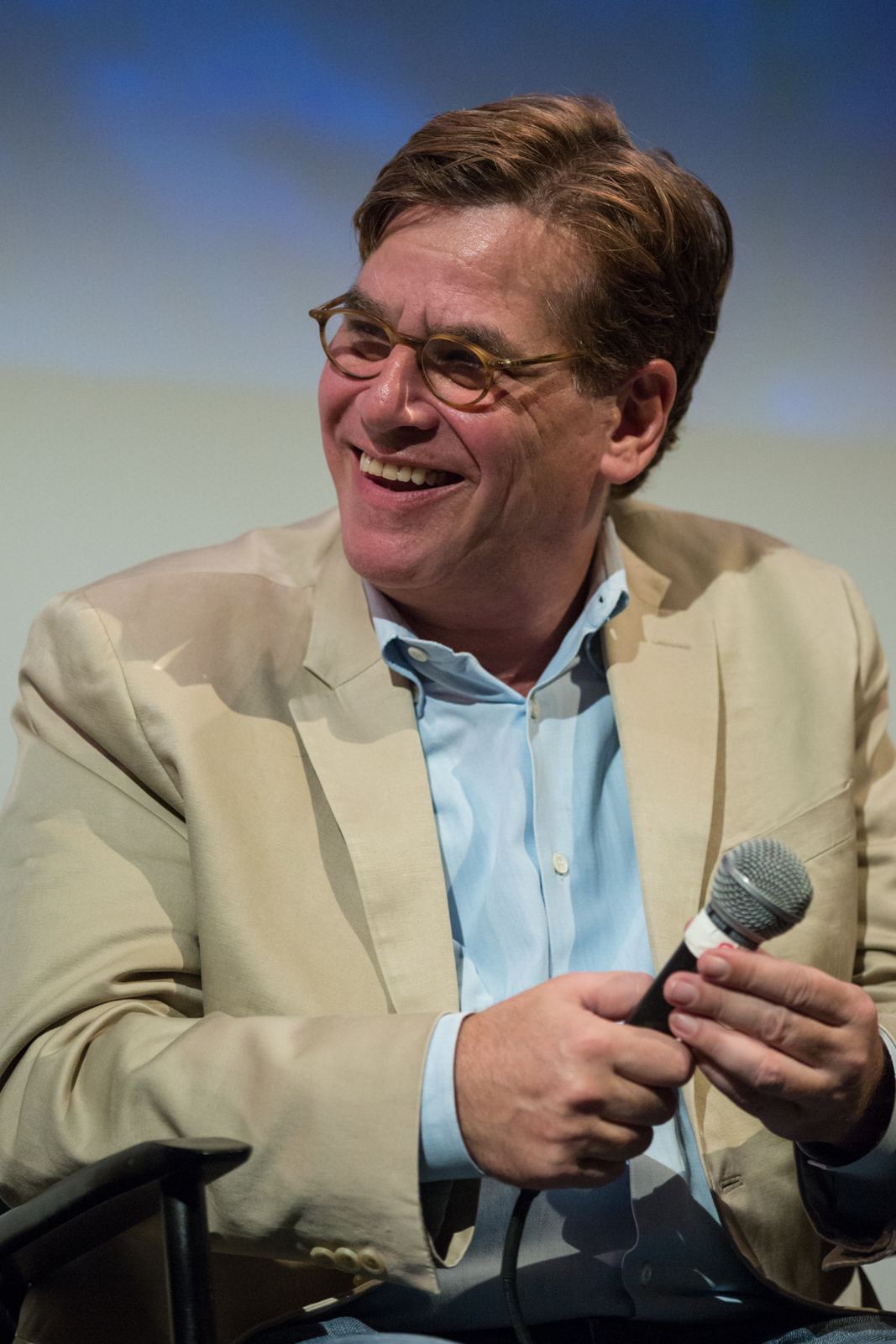
Aaron Sorkin (* 1961)

- Sorkin, Andrew Ross (* 1977), amerikanischer Journalist und Buchautor
- Sorkin, Mark (1902–1986), russisch-US-amerikanischer Filmeditor und Filmregisseur
- Sorkin, Michael (1948–2020), US-amerikanischer Architekt, Architekturkritiker und -theoretiker
- Sorkin, Roman (* 1996), belarussisch-israelischer Basketballspieler
- Sorkin, Waleri Dmitrijewitsch (* 1943), russischer Jurist
- Sorkine-Hornung, Olga (* 1981), russische Informatikerin und Hochschullehrerin
- Sorkmo, Maj Helen (* 1969), norwegische Skilangläuferin
- Sorko-Ram, Ari (* 1941), US-amerikanisch-israelischer Schauspieler, Autor, Missionar
- Sorkočević, Antun (1775–1841), kroatischer Komponist, Sachbuchautor und Diplomat
- Sorkočević, Luka (1734–1789), Diplomat und Komponist

### Sorl
- Sørle († 1254), Erzbischof von Nidaros
- Sorley, Charles (1895–1915), britischer Dichter
- Sorley, William Ritchie (1855–1935), schottischer Philosoph
- Šorli, Ljubka (1910–1993), slowenische Schriftstellerin, Dichterin und Lehrerin
- Sorlie, Arthur G. (1874–1928), US-amerikanischer Politiker
- Sørlie, Bård (* 1977), norwegischer Eishockeyspieler
- Sørlie, Reidar (1909–1969), norwegischer Diskuswerfer
- Sørlie, Stian (* 1982), norwegischer Automobilrennfahrer
- Sorlin, Olivier (* 1979), französischer Fußballspieler
- Sörling, Isabel (* 1987), schwedische Jazz- und Improvisationssängerin
- Sörling, Olof (1852–1927), schwedischer Grafiker, Pädagoge und Zeichner
- Sørlle, Petter (1884–1933), norwegischer Walfänger, Polarforscher und Erfinder
- Sørlle, Steinar (1942–2022), norwegischer Kinder- und Jugendbuchautor
- Sørløkk, Sondre (* 1997), norwegischer Fußballspieler
- Sørloth, Alexander (* 1995), norwegischer FußballnationalspielerAlexander Sørloth (* 1995)

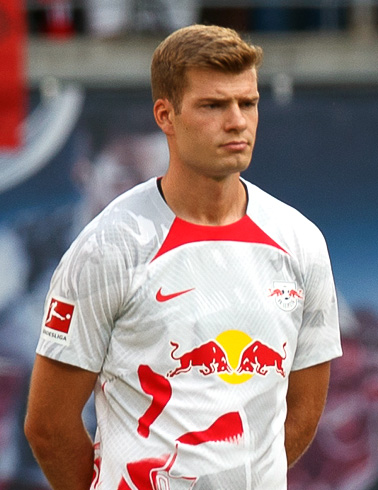
Alexander Sørloth (* 1995)

- Sørloth, Gøran (* 1962), norwegischer Fußballspieler

### Sorm
- Šorm, František (1913–1980), tschechischer Chemiker
- Šorm, Josef (1932–2022), tschechoslowakischer Volleyballspieler
- Šorm, Patrik (* 1993), tschechischer Sprinter
- Sorma, Agnes (1862–1927), deutsche Schauspielerin
- Sorman, Guy (* 1944), französischer Essayist und Publizist
- Sörman, Py (1897–1947), schwedische Schriftstellerin
- Sormani, Angelo (* 1939), brasilianisch-italienischer Fußballspieler und -trainer
- Sormani, Paul (* 1817), französischer Kunsttischler
- Sormann, Alfred (1861–1913), deutscher klassischer Pianist, Komponist und Musikpädagoge
- Sormaz, Ayşenur (* 2000), türkische Handball- und Beachhandballspielerin
- Sormunen, Pasi (* 1970), finnischer Eishockeyspieler
- Sõrmus, Eduard (1878–1940), estnischer Violinist und Kommunist

### Sorn
- Sorn, Davin (* 1992), kambodschanische Taekwondoin
- Sornette, Didier (* 1957), französischer Physiker
- Sornichero, Juan (1941–2014), spanischer Fußballspieler
- Sornik, Paul (1900–1982), deutscher Pädagoge und Politiker (GB/BHE, GDP), MdL, MdB
- Sornnarai Jumrurai (* 1991), thailändischer Fußballspieler
- Sornoza, Junior (* 1994), ecuadorianischer Fußballspieler
- Sornpichai Kratingdaenggym (* 1974), thailändischer Boxer im Fliegengewicht

### Soro
- Soro Barriga, Enrique (1884–1954), chilenischer Komponist
- Soro, Alberto (* 1999), spanischer Fußballspieler
- Soro, Bakary (* 1985), ivorisch-burkinischer Fußballspieler
- Soro, Bawai (* 1954), irakischer Geistlicher, emeritierter chaldäisch-katholischer Bischof von Mar Addai of Toronto
- Soro, Guillaume (* 1972), ivorischer Politiker, Premier- und Verteidigungsminister der Elfenbeinküste
- Sorø, Henrik von († 1538), Zisterzienser und Abt von Kloster Sorø
- Soro, Ismaila (* 1998), ivorischer Fußballspieler
- Soro, Jean (* 1963), ivorischer Fußballspieler
- Soro, Johann von (1730–1809), Träger des Maria-Theresien-Ritterordens und Kommandierender General des Temescher Banats
- Sørø, Marte (* 1980), norwegische Fußballschiedsrichterin
- Soro, Michel (* 1987), französischer Boxer
- Soro, Slobodan (* 1978), serbischer und brasilianischer Wasserballspieler
- Sorochtin, Oleg Georgijewitsch (1927–2010), russischer Geologe
- Sorogoschskaja, Walentina Michailowna (1912–1988), sowjetische Film- und Theater-Schauspielerin
- Sorohan, Anișoara (* 1963), rumänische Ruderin
- Sorohan, Elvira (1934–2023), rumänische Historikerin und Literaturkritikerin
- Sorok, Klaudia (* 1998), ungarische Hürdenläuferin
- Soroka, Grigori Wassiljewitsch (1823–1864), russischer Maler
- Soroka, Igor Jurjewitsch (* 1991), russischer Handballspieler
- Soroka, Stephen (* 1951), kanadischer Geistlicher, emeritierter Erzbischof von Philadelphia
- Soroka, Stuart (* 1970), kanadischer Politikwissenschaftler und Kommunikationswissenschaftler
- Soroka, Wjatscheslaw (1944–2011), sowjetisch-ukrainischer Physiker
- Soroker, Yakov (1920–1995), sowjetisch-israelischer Geiger und Musikwissenschaftler
- Sorokin, Aleksei (1888–1933), estländischer Jurist und Politiker, Mitglied des Riigikogu
- Sorokin, Alexei Iwanowitsch (1922–2020), sowjetischer bzw. russischer Flottenadmiral
- Sorokin, Anna (* 1991), russisch-deutsche Betrügerin
- Sorokin, Dmitri Andrejewitsch (* 1992), russischer Dreispringer
- Sorokin, Ilja (* 1986), deutscher Schauspieler
- Sorokin, Ilja Igorewitsch (* 1995), russischer Eishockeytorwart
- Sorokin, Jaanus (* 1986), estnischer Eishockeyspieler
- Sorokin, Jegor Andrejewitsch (* 1995), russischer Fußballspieler
- Sorokin, Jewgraf Semjonowitsch (1821–1892), russischer Maler
- Sorokin, Maxim Iljitsch (1968–2007), russischer Schachspieler
- Sorokin, Michail Walerjewitsch (* 1981), russisch-kasachischer Ski-Orientierungsläufer
- Sorokin, Nikolai Jewgenjewitsch (1952–2013), sowjetisch-russischer Theater- und Filmschauspieler, Regisseur, Theaterpädagoge und Politiker
- Sorokin, Nikolai Wladimirowitsch (* 1982), russischer Handballspieler
- Sorokin, Peter (1931–2015), US-amerikanischer Physiker
- Sorokin, Pitirim (1889–1968), russisch-US-amerikanischer Soziologe
- Sorokin, Sergei Nikolajewitsch (* 1969), sowjetisch-russischer Eishockeyspieler
- Sorokin, Wladimir Georgijewitsch (* 1955), russischer Schriftsteller und DramatikerWladimir Georgijewitsch Sorokin (* 1955)

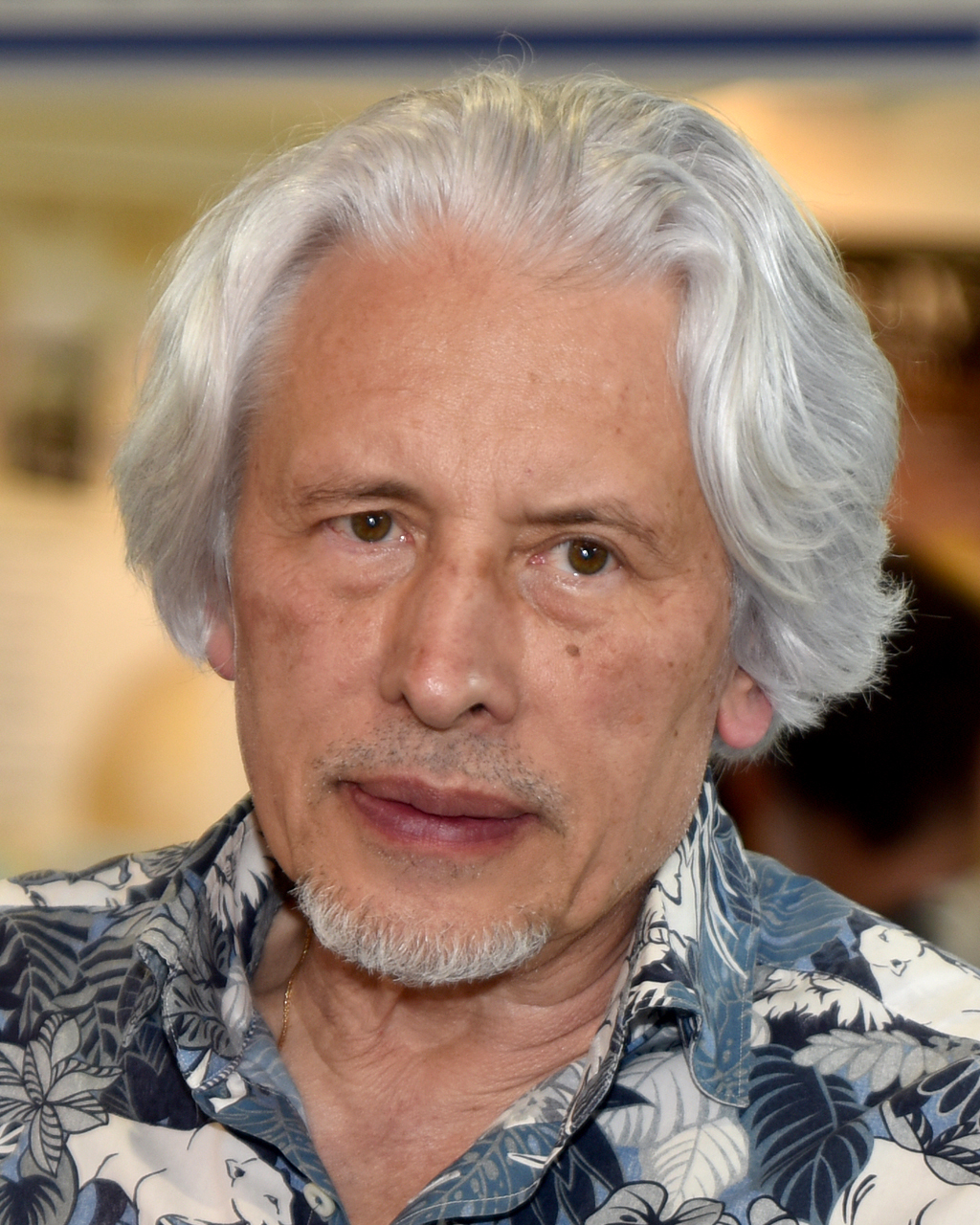
Wladimir Georgijewitsch Sorokin (* 1955)

- Sorokina, Anna Alexandrowna (* 1990), russische Skirennläuferin
- Sorokina, Anna Witaljewna (* 1981), russische Biathletin
- Sorokina, Hanna (* 1976), ukrainische Wasserspringerin
- Sorokina, Lana (* 1984), lettische Volleyball- und Beachvolleyballspielerin
- Sorokina, Natalja Wladimirowna (* 1982), russische Biathletin
- Sorokina, Tamara Alexandrowna (* 1950), sowjetische Mittelstreckenläuferin
- Sorokina, Walerija Michailowna (* 1984), russische Badmintonspielerin
- Sorokins, Oļegs (* 1974), lettischer Eishockeyspieler
- Sorokins, Ruslans (* 1982), lettischer Beachvolleyballspieler
- Sorokko, Tatiana (* 1971), russisch-US-amerikanisches Model
- Sorokow, Anton (* 1978), österreichisch-russischer Violinist und Violinpädagoge
- Sorokowa, Marina († 2015), österreichische Violinistin und Musikpädagogin
- Sorolla, Joaquín (1863–1923), spanischer Maler
- Soromon, Seule (* 1984), vanuatuischer Fußballspieler
- Šoronda, Larissa (* 1995), slowenische Fußballspielerin
- Sorondo, Gonzalo (* 1979), uruguayischer Fußballspieler
- Soronics, Franz (1920–2009), österreichischer Politiker (ÖVP), Abgeordneter zum Nationalrat, Landtagsabgeordneter, Mitglied des Bundesrates
- Sóror Maria do Céu (1658–1753), portugiesische Nonne und Lyrikerin
- Soros, Alexander (* 1985), US-amerikanischer Philanthrop
- Soros, George (* 1930), US-amerikanischer Investmentbanker und Philanthrop ungarischer HerkunftGeorge Soros (* 1930)

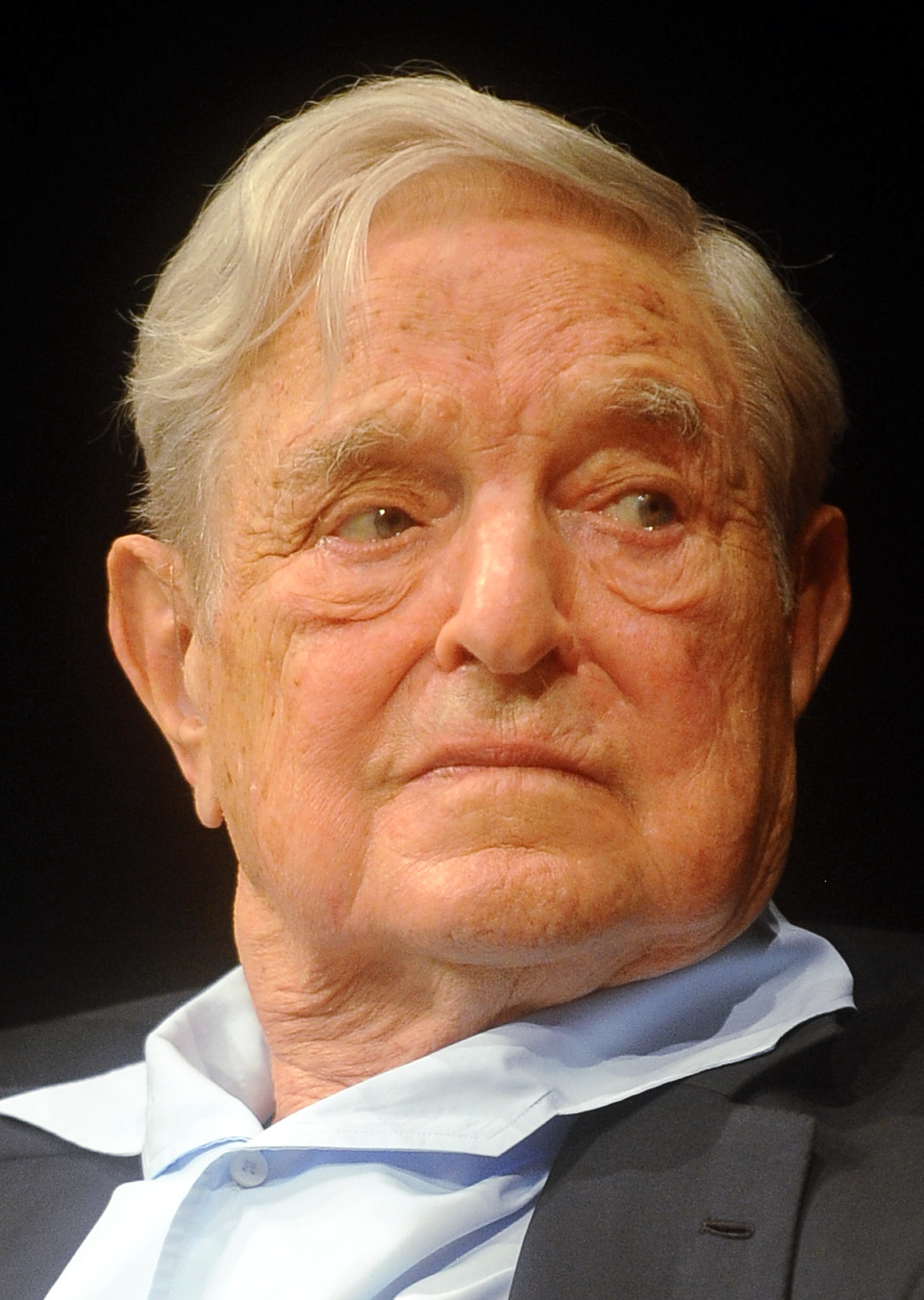
George Soros (* 1930)

- Sörös, Martin (* 1991), deutscher Jazzmusiker (Piano, Keyboard, Komposition)
- Soros, Tivadar (1893–1968), ungarischer Rechtsanwalt und Esperantoschriftsteller
- Soroseb, Ruben (* 1979), namibischer Gewichtheber und paralympischer Athlet
- Sorotschynskyj, Ruslan (* 1985), ukrainischer Squashspieler
- Sorotzky, Avihu (* 1984), israelischer Eishockeytorwart
- Sorour, Ahmed Fathi (1932–2024), ägyptischer Rechtswissenschaftler und Politiker
- Sorour, Mashallah Amin (1931–2010), iranischer Radrennfahrer
- Sorouri, Nabi (1933–2002), iranischer Ringer

### Sorr
- Sorra, Elda (* 1978), deutsche Schauspielerin
- Sorra, José (1929–2021), philippinischer Geistlicher, römisch-katholischer Bischof von Legazpi
- Sorravid Sookbanthoeng (* 1996), thailändischer Fußballspieler
- Sorré, Jürgen (* 1975), deutscher Betriebswirt und Kommunalpolitiker (parteilos)
- Sorrel, Christian (* 1957), französischer Historiker
- Sorrel, Enrique (1912–1991), chilenischer Fußballspieler
- Sorrell, Martin (* 1945), britischer Unternehmer, ehemaliger CEO der WPP Group
- Sorrell, William (* 1947), US-amerikanischer Anwalt und Staatsanwalt
- Sörrensen, Wolfgang (1882–1965), deutscher Kunsthistoriker
- Sorrenti, Alan (* 1950), italienischer Sänger und SongwriterAlan Sorrenti (* 1950)

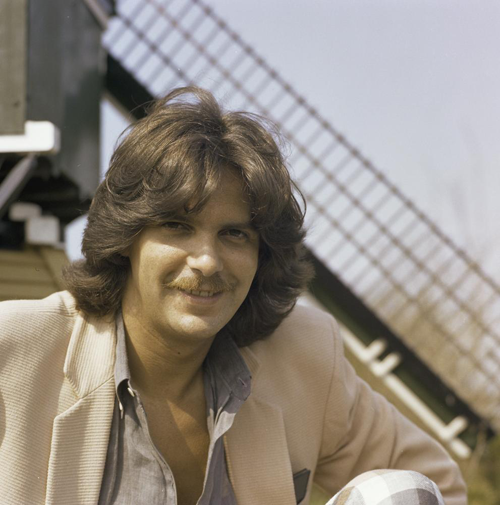
Alan Sorrenti (* 1950)

- Sorrenti, Mario (* 1971), US-amerikanischer Fotograf
- Sorrentino, Domenico (* 1948), italienischer Geistlicher, Erzbischof ad personam von Assisi-Nocera Umbra-Gualdo Tadino und Foligno
- Sorrentino, Fernando (* 1942), argentinischer Literaturdozent und Schriftsteller
- Sorrentino, Gilbert (1929–2006), US-amerikanischer Schriftsteller
- Sorrentino, Michael (* 1982), US-amerikanische Fernsehpersönlichkeit
- Sorrentino, Paolo (* 1970), italienischer Drehbuchautor, Filmregisseur und SchriftstellerPaolo Sorrentino (* 1970)

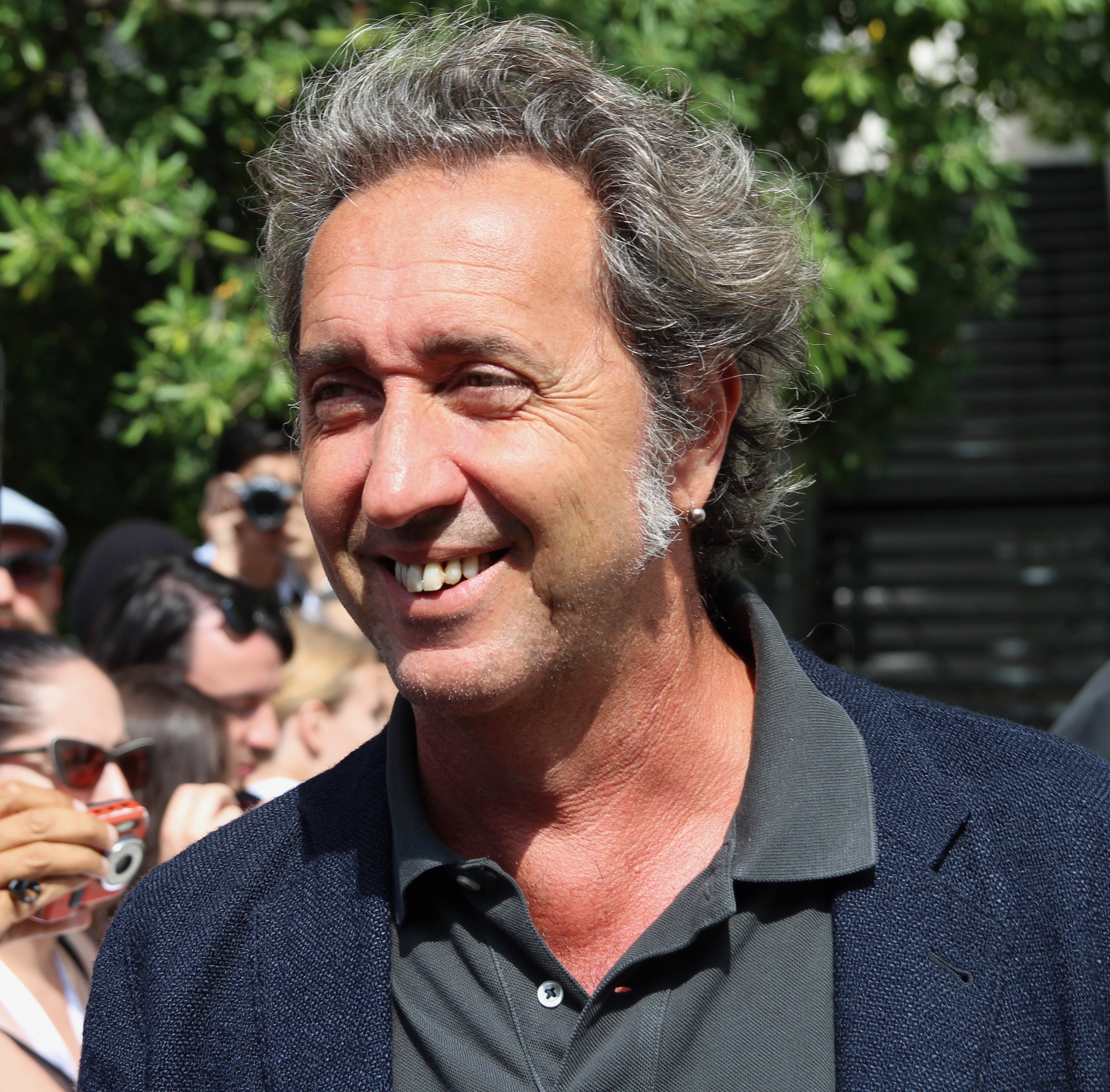
Paolo Sorrentino (* 1970)

- Sorrentino, Raffaele (* 1980), italienischer Pokerspieler
- Sorrentino, Stefano (* 1979), italienischer Fußballspieler
- Sorri, Pietro (1556–1622), italienischer Maler
- Sorribes Tormo, Sara (* 1996), spanische Tennisspielerin
- Sorribes, Judit Ignacio (* 1994), spanische Schwimmerin
- Sorrie, Bruce (* 1944), US-amerikanischer Botaniker
- Sörries, Reiner (* 1952), deutscher evangelischer Theologie, Kunsthistoriker und Christlicher Archäologe
- Sorrieu, Frédéric (1807–1887), französischer Lithograf und Zeichner
- Sorrillo, Rondel (* 1986), Sprinter aus Trinidad und Tobago

### Sors
- Sorsa, Heikki (* 1982), finnischer Snowboarder
- Sorsa, Kalevi (1930–2004), finnischer Staatsmann und Premierminister von Finnland
- Sorsa, Riki (1952–2016), finnischer Pop- und Rocksänger
- Sorsa, Sebastian (* 1984), finnischer Fußballspieler
- Sorsakoski, Topi (1952–2011), finnischer Sänger
- Sorschag, Sophie (* 1998), österreichische Skispringerin
- Sorsdal, Colby (* 2000), US-amerikanischer American-Football-Spieler

### Sort
- Sorta, Leopold (1891–1956), kroatischer Schiffbau-Ingenieur
- Sortais, Gabriel (1902–1963), französischer römisch-katholischer Geistlicher, Trappist, Abt und Generalabt
- Sorti, Francesco (* 1964), italienischer Schriftsteller, Teil des Autorenduos Monaldi & Sorti
- Sortland, Bjørn (* 1968), norwegischer Schriftsteller
- Sorto Martínez, Reinaldo (* 1961), salvadorianischer römisch-katholischer Geistlicher, Militärbischof von El Salvador
- Sørtveit, Sondre Gjerdevik (* 1988), norwegischer Radrennfahrer

### Soru
- Soru, Renato (* 1957), italienischer Unternehmer und Politiker, MdEP
- Sørum, Brede (* 2000), norwegischer Jazzmusiker (Saxophon)
- Sørum, Christian (* 1995), norwegischer Volleyball- und Beachvolleyballspieler
- Sørum, Knut Anders, norwegischer Popsänger
- Sorum, Matt (* 1960), US-amerikanischer SchlagzeugerMatt Sorum (* 1960)

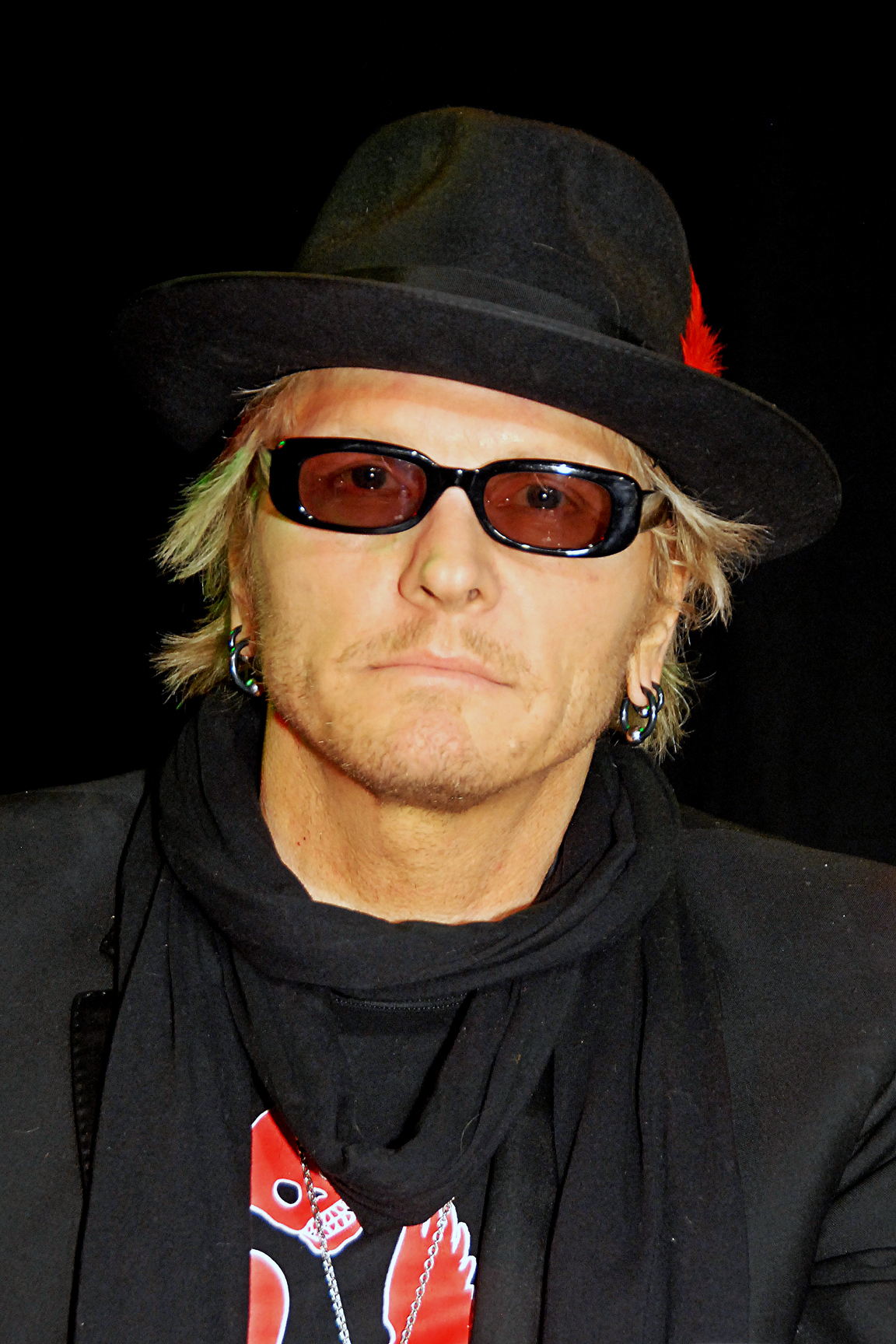
Matt Sorum (* 1960)

- Sørum, Vebjørn (* 1998), norwegischer Biathlet
- Sorusch, Abdolkarim (* 1945), iranischer Philosoph

### Sorv
- Sørvaag, Hanne (* 1979), norwegische Singer-Songwriterin
- Sorvali, Kari (* 1951), finnischer Schauspieler
- Sorvali, Miitta (* 1956), finnische Schauspielerin
- Sorvari, Devon, US-amerikanische Schauspielerin und Hörspielsprecherin
- Sörvik, Birger (1879–1978), schwedischer Turner
- Sörvik, Haakon (1886–1970), schwedischer Turner
- Sørvik, Terje (* 1967), norwegischer Politiker
- Sorvino, Mira (* 1967), US-amerikanische SchauspielerinMira Sorvino (* 1967)

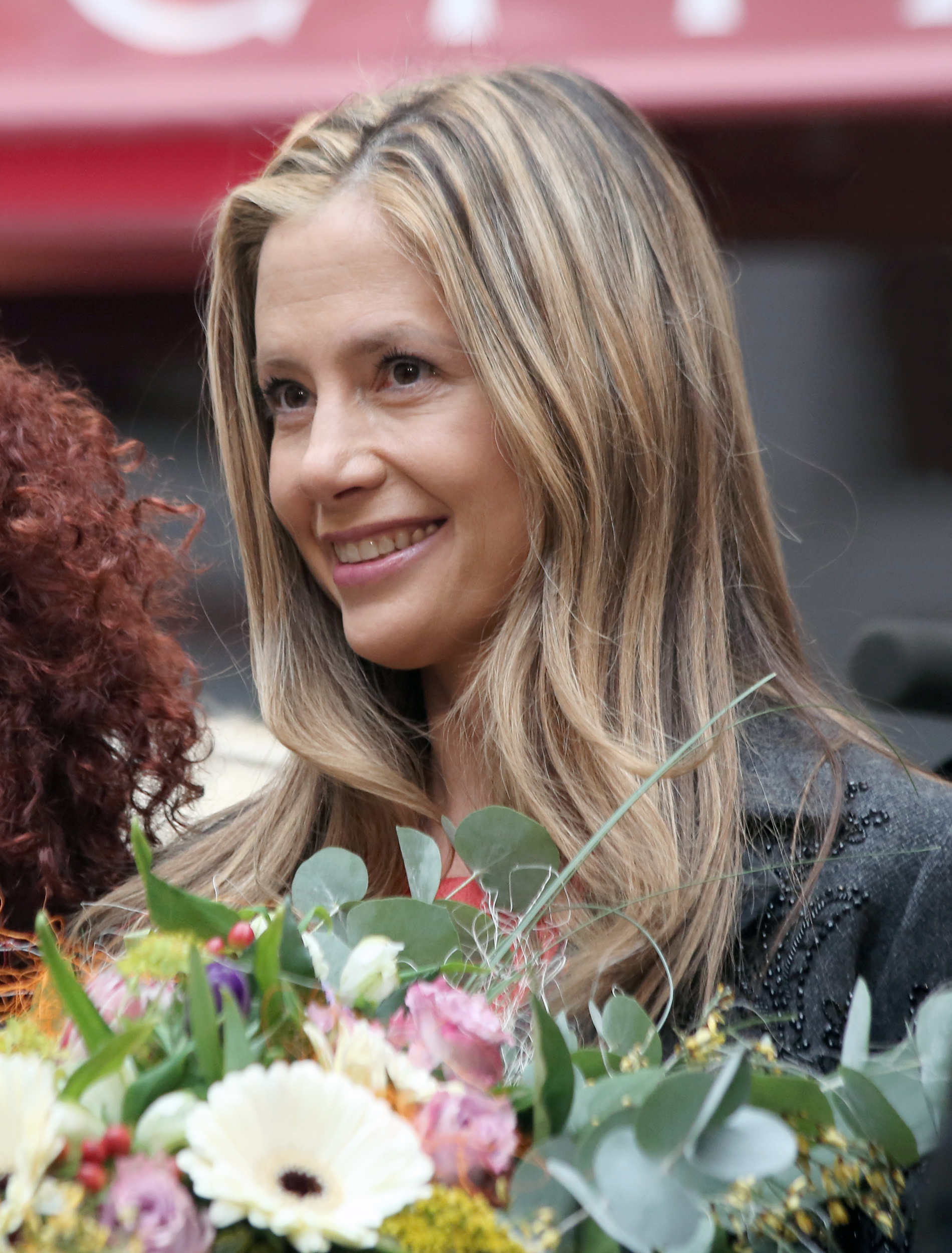
Mira Sorvino (* 1967)

- Sorvino, Paul (1939–2022), US-amerikanischer Schauspieler italienischer Abstammung

### Sory
- Sory, Mamadou Diallo (1927–1996), nigrischer Offizier, Politiker und Diplomat
- Soryan Reihanpour, Hamid (* 1985), iranischer Ringer
- Sorychta, Waldemar (* 1967), deutscher Musikproduzent und Musiker
- Sōryō, Fuyumi (* 1959), japanische Manga-Zeichnerin